# پاکستان
پاکستان با نام رسمی جمهوری اسلامی پاکستان (به اردو: اسلامی جمہوریہ پاكستان)، کشوری در جنوب آسیا واقع در غرب شبه‌قاره هند است. این کشور از جنوب با دریای عمان و اقیانوس هند، از غرب با ایران، از شمال با افغانستان، از شرق با هندوستان و از شمال شرق با چین هم‌مرز است. مساحت پاکستان ۸۸۱٬۹۱۳ کیلومترمربع است و این کشور با ۲۴۹٬۵۶۶٬۰۰۰ نفر جمعیت، پنجمین کشور پرجمعیت جهان است. پایتخت آن، شهر اسلام‌آباد و بزرگ‌ترین شهر آن، کراچی نام دارد. زبان رسمی پاکستان، اردو و انگلیسی است. دین رسمی  پاکستان، اسلام است و در میان کشورهای اسلامی، دومین کشور از نظر تعداد مسلمانان محسوب می‌شود. ۹۶٪ مردم پاکستان خود را پیرو دین اسلام می‌دانند که از این تعداد ۸۰٪ سنی و ۱۶٪ شیعه هستند همچنین  ۳٫۷ درصد از جمعیت این کشور پیرو دیگر ادیان هستند. بزرگ‌ترین اقلیت‌های دینی این کشور مسیحیان و هندوها می‌باشند.
این کشور تاریخ کهنی از زندگی و تمدن را داراست که شامل مهرگره و تمدن دره سند می‌شود. این کشور که با جنبش پاکستان، که به دنبال سرزمینی برای مسلمانان هند تحت سلطه بریتانیا بود، و پیروزی‌های انتخاباتی اتحادیه مسلمانان سراسر هند در سال ۱۹۴۶، در سال ۱۹۴۷ پس از تجزیه امپراتوری هند بریتانیا، استقلال یافت. این تجزیه به مناطق با اکثریت مسلمان، استقلال بخشید و با مهاجرت گسترده و تلفات بی‌سابقه‌ای همراه بود. پاکستان که در ابتدا تحت سلطه بریتانیا بود، رسماً قانون اساسی خود را در سال ۱۹۵۶ تدوین کرد و به عنوان یک جمهوری اسلامی اعلام موجودیت کرد. در سال ۱۹۷۱، پس از یک جنگ داخلی نه ماهه، بخش شرقی پاکستان به عنوان کشور جدید بنگلادش از این کشور جدا شد. در چهار دهه پس از آن، پاکستان توسط دولت‌هایی اداره شده است که بین غیرنظامیان و نظامیان، دموکراتیک و اقتدارگرا، نسبتاً سکولار و اسلام‌گرا در نوسان بوده‌اند. در سال ۱۹۷۱ جنگ داخلی نُه ماه منجر به جدایی پاکستان شرقی با نام بنگلادش از این کشور شد. از زمان استقلال، جمهوری فدرال پاکستان دوره‌های رشد نظامی و اقتصادی و همچنین بی‌ثباتی را هنگام جدا شدن بنگلادش از خود، گذرانده است. ناحیهٔ کشمیر مورد ادعای هند و پاکستان است. هر دو کشور به‌طور جداگانه بخش‌هایی از این منطقه را اداره می‌کنند و این مناطق توسط خط کنترل از هم جدا شده‌اند.
این کشور، جمهوری پارلمانی فدرال است و از ۴ ایالت و چهار قلمرو فدرالی تشکیل می‌شود. جمهوری فدرال پاکستان هم از نظر زبانی و قومی و هم از نظر جغرافیایی کشور متنوع است. در شهریور ۱۳۹۴ دیوان عالی جمهوری فدرال پاکستان با صدور حکمی، زبان اردو را به عنوان زبان اداری این کشور اعلام کرد.
پاکستان کشوری با قدرت متوسط است و در رتبهٔ ششم کشورها با بیشترین نیروی نظامی در جهان قرار می‌گیرد. اعلام شده که این کشور دارندهٔ جنگ‌افزار هسته‌ای است و همچنین در میان اقتصادهای نوظهور و رو به رشد رتبه‌بندی شده است، به‌طوری که طبقه متوسطِ وسیع و سریعاً رو به رشدی دارد. مشخصهٔ تاریخ سیاسی پاکستان از زمان استقلال، دوره‌های رشد اقتصادی و نظامی قابل ملاحظه و همچنین بی‌ثباتی سیاسی و اقتصادی است. پاکستان از لحاظ قومیتی و زبانی دارای مردمان گوناگونی است و همین‌طور جغرافیا و حیات وحش متنوعی دارد. این کشور همچنان با چالش‌هایی از جمله فقر، بی‌سوادی، فساد و تروریسم مواجه است. این کشور از نظر قومی و زبانی متنوع است و جغرافیا و حیات وحش متنوعی نیز دارد. پاکستان عضو سازمان ملل متحد، سازمان همکاری شانگهای، سازمان همکاری اسلامی، کشورهای مشترک‌المنافع، انجمن همکاری منطقه‌ای جنوب آسیا و ائتلاف نظامی اسلامی ضد تروریسم است و توسط ایالات متحده به عنوان متحد اصلی غیر ناتو تعیین شده است.

## نام
«پاکستان»، نامی است که نخستین بار چودری رحمت علی در سال ۱۳۱۲ (۱۹۳۳ میلادی) در نشریه «امروز یا هیچ‌گاه» پیش نهاد. این نام، سرواژه‌ای از نام‌ سرزمین‌های اسلامی اصلی هند غربی، یعنی پنجاب، افغانیا (استان واقع در جبهۀ شمال‌غربی هندِ مستعمرۀ بریتانیا)، کشمیر، و بلوچستان است. بعدها، چنین هم گفته شده که در زبان اردو، «پاکستان»، «سرزمین مردمان پاک‌ (به‌دور از ناپاکی)» هم معنی می‌دهد، گرچه در اصل، به این معنی نبوده‌است. به‌طور رسمی این کشور به عنوان قلمرو پاکستان در سال ۱۳۲۶ (۱۹۴۷) بنا نهاده شد و در سال ۱۳۳۶ (۱۹۵۷) اولین کشور «جمهوری اسلامی» را پایه‌ریزی کرد.
پاکستان را به‌خصوص در شبه‌قاره هند معمولاً با نام مخفف «پاک» می‌شناسند.

## تاریخ

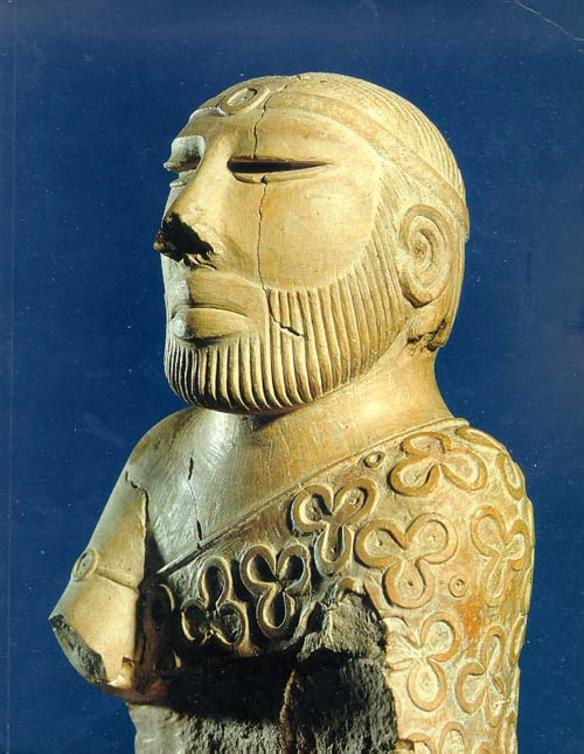
تندیسی متعلق به ۲۵۰۰ سال پیش از میلاد در موزه ملی پاکستان.

در هنگام قیام گاندی علیه استعمار انگلیس در هند (راج بریتانیا)، پاکستان به رهبری محمد علی جناح (از یاران گاندی) پیش از استقلال هند، استقلال خود را بازیافت. پاکستان دارای تمدن آسیایی بوده است و یکی از تمدن‌های بزرگ جهان به حساب می‌آید که پس از میان‌رودان و مصر تمدن دوره سِند (۲۵۰۰ تا ۱۵۰۰ پیش از میلاد) است. کشور کنونی پاکستان در تاریخ ۱۴ اوت (۱۹۴۷) تأسیس شد. اما ناحیه‌ای که دربرمی گیرد تاریخچهٔ گسترده‌ای دارد که با تاریخ هندوستان، اشتراک دارد. این منطقه محل تقاطع راه‌های تجاری تاریخی مانند راه ابریشم بوده است و در هزاران سال توسط گروه‌های مختلفی به عنوان سرزمین سکونت به کار برده شد. این گروه‌ها شامل؛ دراویدی‌ها، هندواروپایی‌ها، ایرانی‌ها (که دربرگیرنده هخامنشی‌ها، سکاها، اشکانی‌ها و ساسانی‌ها است)، کوشانی‌ها، اعراب، ترک‌تبارها ومغولها بودند. این منطقه را بیشتر به نام موزه اقوام و نژادها می‌شناسند.
مورخ و جغرافی‌دان دو بلیج مولر هنگامی که گفت: «اگر آن‌گونه که می‌گویند مصر موهبتی از سوی نیل است، پاکستان نیز موهبتی از سند است» اهمیت تاریخی این منطقه را آشکار ساخت. نخستین نشانه وجود انسان‌های در این منطقه ابزارهای سنگی هستند که در استان منطقه پنجاب از فرهنگ سوان برجای مانده‌اند و مربوط به ۱۰۰ هزار تا ۵۰۰ هزار سال پیش هستند. رود سند، محل فرهنگ‌های باستانی متعددی از قبیل مهرگره (یکی از اولین شهرهای شناخته شده جهانی) و تمدن دره سند در هاراپا و موهن‌جو دارو است. تمدن دره سند در اواسط هزاره دوم پیش از میلاد دچار انحطاط شد و پس از آن تمدن ودابی پدید آمد که در بیشتر شمال هند و پاکستان گسترده شد.
پادشاهی هندویونانی که توسط دمتریوس اول باختری تأسیس شد، شامل گاندهارا و ناحیهٔ منطقه پنجاب از ۱۸۴ قبل از میلاد می‌شد و در زمان حکومت مناندر اول که با پیشرفت‌های تجاری و فرهنگی دوره یونانی-بودائیسم همراه بود را بنا نهاد و به بیشترین رشد و پیشرفت خود رسید.
شهر تاکسیلا مرکز مهم آموزشی در دوران باستانی شد. بقایای شهر که در غرب اسلام‌آباد واقع هستند، یکی از مکان‌های باستان‌شناسی عمده کشور است.

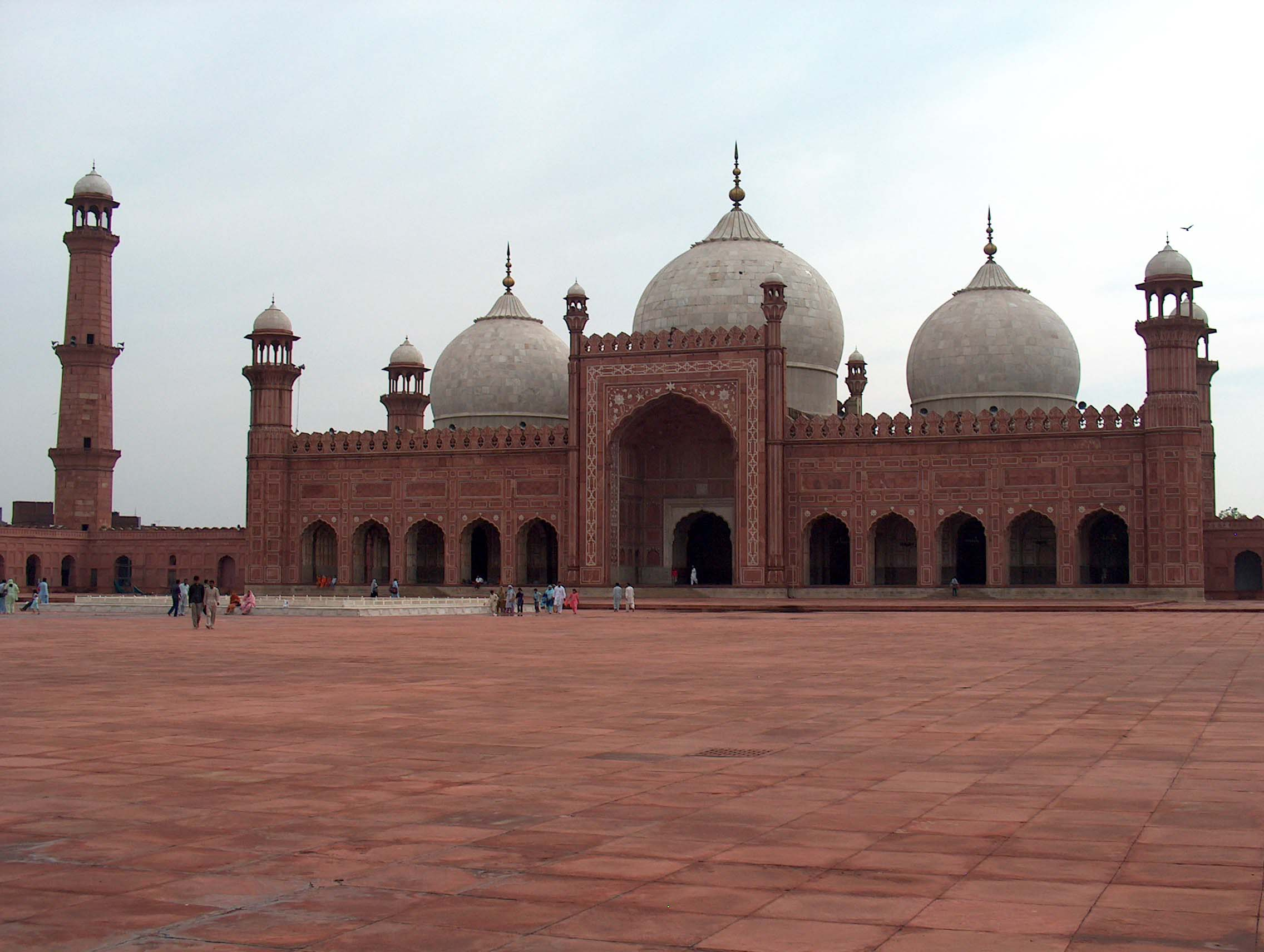
مسجد پادشاهی؛ که در سده هفدهم میلادی توسط اورنگ زیب امپراتور گورکانی در لاهور ساخته شد.

در سال ۷۱۲ میلادی، فرمانده عرب به نام محمد بن قاسم، سند و مولتان در جنوب منطقه پنجاب (پاکستان) را فتح کرد. در طول این دوره مروجان دینی صوفی نقش محوری را در تغییر دین اکثریت جمعیت منطقه به اسلام ایفا نمودند. این تحولات مرحله‌ای را برای حاکمیت چندین امپراتوری مسلمان در منطقه ایجاد کرد و بنای حکومت‌های بعدی مسلمانان را که شامل حکومت غزنویان، پادشاهی غوریان، سلطان‌نشین دهلی و امپراتوری گورکانی می‌شدند گذاشت. انحطاط تدریجی حکومت گورکانی در اوایل سده هیجدهم موقعیت‌هایی را برای جمعیت افغان، بلوچ و سیک برای اعمال قدرت و کنترل خود بر نواحی گسترده‌ای را فراهم نهاد تا زمانی که کمپانی هند شرقی، سلطهٔ خود را بر جنوب آسیا گسترانید.
جنگ استقلال هند در ۱۲۳۶ هجری خورشیدی (۱۸۵۷) آخرین نبرد مسلحانهٔ منطقه ضد راج بریتانیا بود و زمینه‌های نبرد آزادی‌خواهانهٔ غیرمسلحانه که توسط مجلس ملی هند رهبری می‌شد را بنا نهاد. با این وجود مسلم لیگ هند در نیمهٔ دوم دهه ۱۹۳۰ در میان ارسی از نادیده گرفتن مسلمانان در سیاست به محبوبیت رسید در ۲۹ دسامبر ۱۹۳۰ خطابه مربوط به ریاست جمهوری علامه اقبال لاهوری خواهان ایجاد یک کشور مسلمان مجزا در شمال غربی و آسیای جنوب شرقی شد. محمد علی جناح تئوری دو ملت را حمایت کرد و مسلم لیگ را به سوی پذیرش «قطعنامه لاهور» مربوط به ۱۹۴۰ هدایت کرد که سرانجام به ایجاد کشور پاکستان انجامید.
پاکستان در ۱۴ اوت ۱۹۴۷ با دو جناح دارای اکثریت مسلمان در قسمت شرقی و شمال غربی مناطق آسیای جنوبی تشکیل شد که توسط هند که اکثریت آن هندو بودند از هم جدا شد و از استان‌های بلوچستان (پاکستان)، بنگلادش شرقی، استان مرزی شمال غرب، پنجاب غربی و سند تشکیل می‌شد. تقسیم هند تحت کنترل بریتانیا به شورش‌های فرقه‌ای منجر شد.

ثته‌گوش یکی از ساتراپی‌های شاهنشاهی هخامنشی

در سراسر هند و پاکستان مخصوصاً جامو و کشمیر تب جنگ بالا گرفت و به اولین مناقشه کشمیر (۱۹۴۸) منتهی شد که در آن پاکستان و هند هر یک قسمت‌های عظیمی از کشمیر را تصرف کردند. پاکستان بعد از استقلال در ۱۴ اوت ۱۹۴۷ (همزمان با هند) اما همچنان به‌طور رسمی مستقل نشده بود تا اینکه در ۲۳ مارس ۱۹۵۶ به‌طور رسمی مستقل شد و اسکندر میرزا به عنوان اولین رئیس‌جمهور هر دو بخش پاکستان غربی و شرقی (بعدها بنگلادش) برگزیده شد و در سال ۱۹۵۸ با کودتایی توسط ژنرال ایوب خان (۶۹–۱۹۵۸) برکنار شد. ژنرال ایوب خان در طول یک دوره ناآرامی داخلی و همچنین در دوره جنگ ۱۹۶۵ هند - پاکستان رئیس‌جمهور بود. جانشین او ژنرال یحیی خان (۷۱–۱۹۶۹) با طوفان - بهولا ۱۹۷۰ - مواجه شد که باعث مرگ ۵۰۰ هزار تن شد.
تفرقه‌های اقتصادی و سیاسی در پاکستان شرقی (بنگلادش امروزی) منجر به سرکوبی‌ها و تنش‌های شدید سیاسی گردید، که نهایتاً به جنگ آزادسازی بنگلادش و جنگ ۱۹۷۱ هند و پاکستان و نهایتاً جدا شدن پاکستان شرقی به عنوان کشور مستقل بنگلادش انجامید. حکومت غیرنظامی از سال ۱۹۷۲ تا ۱۹۷۷ توسط ذوالفقار علی بوتو تا زمانی که خلع شد و توسط یک جنایت قضایی در سال ۱۹۷۹ به دست ژنرال محمد ضیاءالحق اعدام شد، از سرگرفته شد. ضیاء الحق چهارمین رئیس‌جمهور نظامی شد. سیاست‌های سکولار پاکستان با معرفی قوانین اسلامی شریعت توسط ضیاء از بین رفتند و این روند تأثیرات مذهبی و دینی بر جامعه شهریب، و همچنین نظامی را افزایش داد. با مرگ ژنرال ضیاء در حادثه سقوط هواپیما در سال ۱۳۶۷ (۱۹۸۸)، بی‌نظیر بوتو دختر ذوالفقار علی بوتو به عنوان اولین نخست‌وزیر زن پاکستانی انتخاب شد. در طول دهه بعد با خرابتر شدن اوضاع سیاسی و اقتصادی کشور، او قدرت را به نواز شریف واگذار کرد.
تنش‌های نظامی در جنگ کارگیل که پاکستان و هند در سال ۱۹۹۹ با آن مواجه بودند، با یک کودتای نظامی دنبال شد که در این کودتا ژنرال پرویز مشرف توانست قدرت اجرایی را به دست گیرد. در سال ۲۰۰۱ مشرف توانست با استعفای رفیق ترار، رئیس‌جمهور پاکستان شود. پس از انتخابات مجلس ۲۰۰۲، مشرف قدرت‌های اجرایی را به نخست‌وزیر تازه منتخب ظفرالله خان جمالی واگذار کرد که او نیز در انتخابات نخست‌وزیری ۲۰۰۴ پاکستان، جای خود را به شوکت عزیز داد.

## توان نظامی

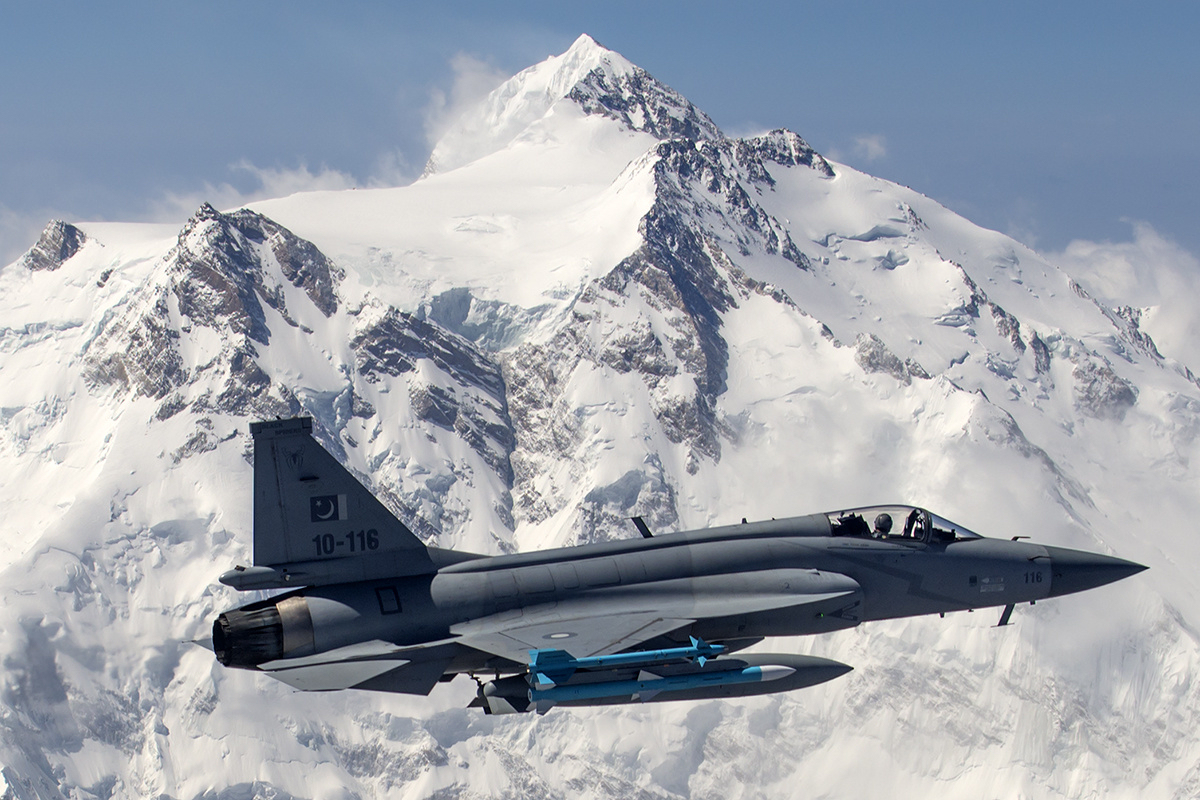
تصویری از JF-17 Thunder نیروی هوایی پاکستان در مقابل نانگاپاربات که در ارتفاع ۲۶۶۶۰ فوت در حال پرواز است.

براساس اطلاعات منتشر شده توسط سازمان سیا و کتابخانه کنگره آمریکا و برآورد آن‌ ها در سال ۲۰۱۱، هم‌اکنون پاکستان از نظر توان نظامی در رده پانزدهم قدرت‌ های نظامی جهان قرار دارد.
بر اساس اطلاعات عنوان شده از سوی سازمان اطلاعات مرکزی آمریکا (سیا) و کنگره آمریکا، پاکستان که جمعیت آن ۲۲۰ میلیون نفر است، هم‌ اکنون دارای ۶۱۷ هزار پرسنل فعال نظامی است و تعداد نیرو های ذخیره فعال این کشور ۵۱۵ هزار نفر است.
نیروی زمینی ارتش پاکستان دارای ۲۶۴۰ دستگاه تانک، ۴۶۲۰ دستگاه نفربر، ۱۰۸۶ عراده توپ کششی، ۵۹۵ عراده توپ خود کششی، ۲۰۰ سامانه پدافند موشکی، ۳۲۰۰ خمپاره انداز، ۳۴۰۰ سامانه ضد تانک، ۲۵۰۰ سامانه پدافند هوایی و ۱۱۵۰۰ وسیله نقلیه لجستیکی است.
نیروی هوایی ارتش پاکستان نیز دارای ۱۴۱۴ فروند جنگنده و هواپیما، ۵۳۵ فروند هلیکوپتر و ۱۴۸ فرودگاه عملیاتی است.
نیروی دریایی ارتش پاکستان نیز دارای یازده فروند کشتی، دو بندر، ۵ زیر دریایی، ۱۵ قایق نظامی گشت زنی، ۱۱ ناوچه، یک ناوشکن و یک قایق جنگی خشکی آبی است. نیروی دریایی پاکستان دارای ناو هواپیمابر نیست.
بودجه نظامی پاکستان در سال ۲۰۱۱، شش میلیارد و ۴۱۰ دلار بوده است.

## تقسیمات کشوری

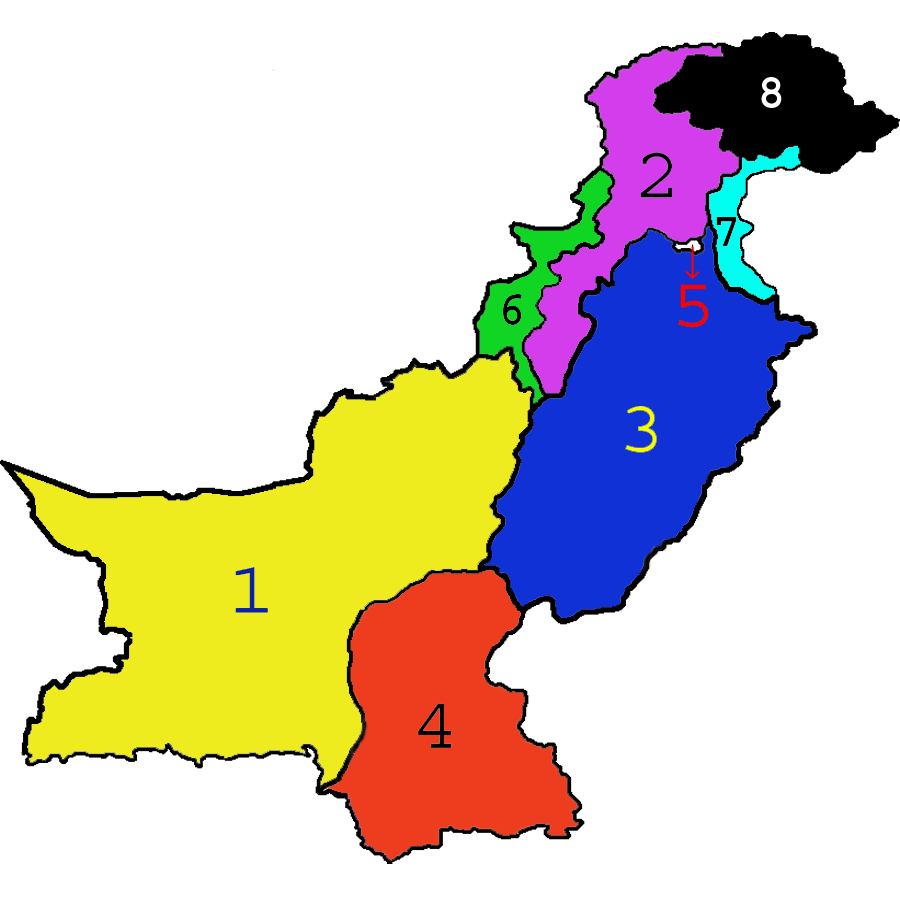
نقشهٔ سیاسی پاکستان

پاکستان از پنج ایالت، یک منطقهٔ خودمختار قبایلی، یک منطقه فدرال پایتخت (اسلام‌آباد) و دو منطقه مربوط به جامو و کشمیر تشکیل شده است.
منطقه زرد رنگ (شماره ۱) ایالت بلوچستان به مرکزیت کویته
منطقه بنفش رنگ (شماره ۲) ایالت خیبر پختونخوا به مرکزیت پیشاور (NWFP)
منطقه آبی رنگ (شماره ۳) ایالت پنجاب به مرکزیت لاهور
منطقه سرخ رنگ (شماره ۴) ایالت سند به مرکزیت بندر کراچی
منطقه سفید رنگ (شماره ۵) منطقه فدرال پایتخت (ناحیه پایتختی اسلام‌آباد) (IST)
منطقه سبز رنگ (شماره ۶) منطقه خودمختار قبایلی
منطقه فیروزه‌ای رنگ (شماره ۷) منطقه کشمیر پاکستان (جامو و کشمیر آزاد) به مرکزیت مظفرآباد (AJK)
منطقه سیاه رنگ (شماره ۸) ایالت گلگت بلتستان به مرکزیت گلگت
ایالت بلوچستان و ایالت خیبر پختونخوا (سرحد شمال غربی)، خود نیز دارای مناطق خودمختار قبایلی هستند که آن‌ها را (Provincially Administered Tribal Areas (PATA گویند.

## سازمان اطلاعاتی پاکستان
رسانه‌های آمریکایی در رتبه‌بندی بهترین سازمان‌های اطلاعاتی جهان، سازمان «آی اس آی» پاکستان را به عنوان بهترین سازمان اطلاعاتی و سازمان «سی آی اِی» آمریکا را در ردیف دوم و «ام آی ۶» انگلستان را در جایگاه سوم قرار دادند.

بر اساس این گزارش، سازمان اطلاعات ارتش پاکستان که مهم‌ترین سازمان اطلاعاتی این کشور است، در میان ۱۰ سازمان اطلاعاتی برتر دنیا در جایگاه نخست قرار گرفت.
حفاظت از منافع ملی، اثرگذاری در تحولات سیاسی و اجتماعی و همکاری و مشاوره با ارتش کشور از جمله معیارهای طبقه‌بندی سازمان‌های اطلاعاتی توسط رسانه‌های آمریکایی اعلام شد.

حفاظت از تمامیت ارضی، مقابله با دشمنان در داخل و خارج از کشور و به‌ویژه انجام عملیات‌های ضد تروریستی نیز از دیگر معیارهای رسانه‌های آمریکایی برای انتخاب بهترین سازمان اطلاعاتی جهان بود.

## شهرها
شهرهای بزرگ پاکستان - ۲۰۲۰
| شهر        | جمعیت      |
| ---------- | ---------- |
| کراچی      | ۱۱٬۶۲۴٬۰۰۰ |
| لاهور      | ۶٬۳۱۱٬۰۰۰  |
| فیصل آباد  | ۲٬۵۰۶٬۰۰۰  |
| راولپندی   | ۱٬۷۴۳٬۰۰۰  |
| مولتان     | ۱٬۴۳۷٬۰۰۰  |
| حیدر آباد  | ۱٬۳۸۶٬۰۰۰  |
| گوجرانوالا | ۱٬۳۸۴٬۰۰۰  |
| پیشاور     | ۱٬۲۱۹٬۰۰۰  |
| اسلام‌آباد  | ۱٬۰۰۹٬۰۰۰  |
| کویته      | ۱٬۰۰۱٬۰۰۰  |
| بهاولپور   | ۷۶۲٬۰۰۰    |
| سرگودها    | ۶۵۹٬۰۰۰    |
| سیالکوت    | ۶۵۵٬۰۰۰    |

## جغرافیا و آب و هوا

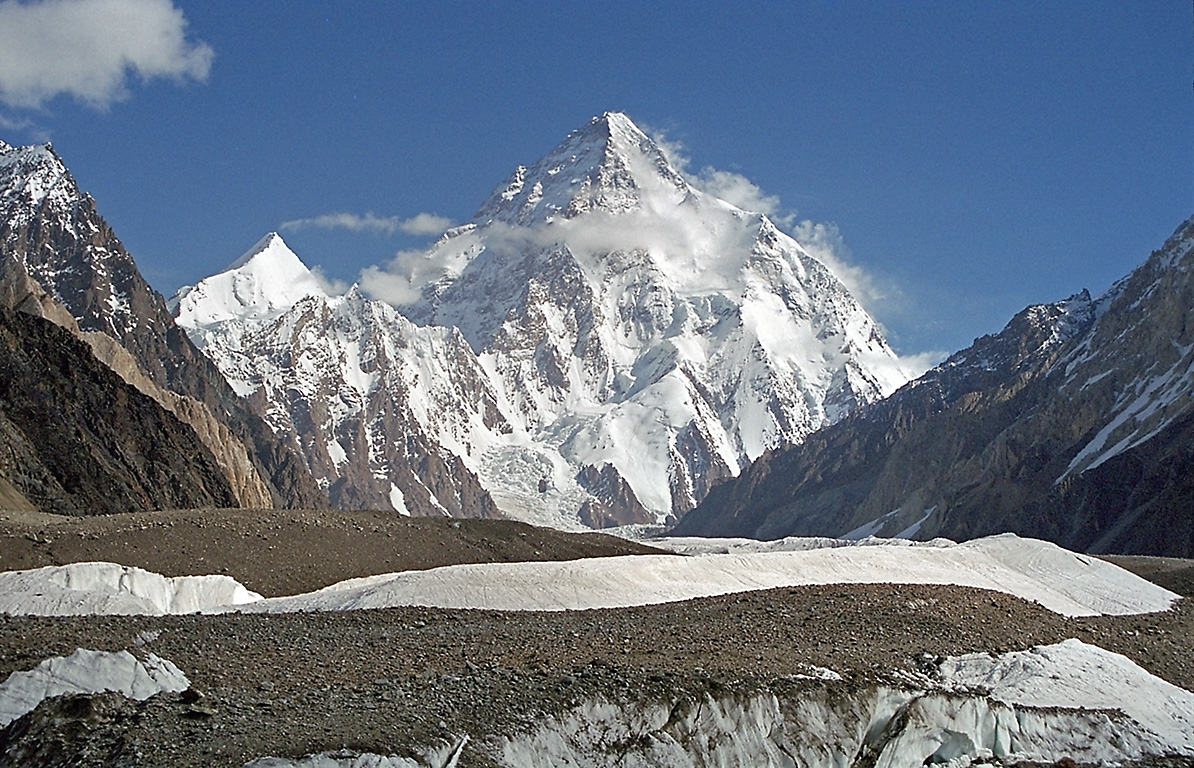
دومین کوه بلند جهان، کی ۲

پهناوری پاکستان معادل ۸۸۱٬۹۱۳ کیلومتر مربع است که حدوداً معادل مجموع پهناوری کشورهای فرانسه و انگلستان است. نواحی شرق آن بر روی فلات هند و نواحی غربی و شمالی بر روی فلات ایران و سرزمین اوراسیا قرار گرفته است. ۱۰۴۶ کیلومتر (۶۵۰ مایل) مرز آبی با دریای عمان از طرف جنوب دارد و از سوی غرب با افغانستان ۲۴۳۰ کیلومتر و از طرف شمال شرق با چین ۵۲۳ کیلومتر و از طرف شرق با هند ۲۹۱۲ کیلومتر و از طرف جنوب غرب با ایران ۹۰۹ کیلومتر مرز دارد.
در این کشور انواع ویژگی‌های طبیعی از سواحل شنی مردابی و باتلاق‌های دارای حرا در ساحل جنوبی گرفته تا جنگل‌های معتدل و مرطوب حفاظت شده و قلمروهای یخی کوه‌های (هیمالیا) قراقوروم، هندوکش در شمال همگی به چشم می‌خورند. به‌طور تقریبی ۱۰۸ قله با بلندی بیش از ۷۰۰۰ متر (۲۳۰۰۰ فوت) وجود دارد که با برف و یخچال پوشیده شده‌اند. پنج کوه در پاکستان ازجمله کی۲ (در بلتستان) و نانگا پاربات بیش از ۸۰۰۰ متر (۲۶۰۰۰ فوت) ارتفاع دارند. در قسمتی از کشمیر که توسط هند اداره می‌شود تا نواحی شمالی پاکستان رودخانه سند در طول کشور جریان دارد. هر ساله قسمت‌های شمالی پاکستان شمار زیادی جهانگرد خارجی را به خود جلب می‌کنند. کوهنوردان از سراسر دنیا بلتستان در پاکستان را به عنوان مقصد نهایی خود می‌دانند. در غرب رود سند بیابان‌های خشک و تپه‌ای بلوچستان پاکستان وجود دارند؛ در قسمت شرق هم شن‌های روان بیابان تار وجود دارد. بیشتر نواحی منطقه پنجاب و قسمت‌هایی از سند دشت‌های حاصل‌خیزی هستند که کشاورزی در آنجا از اهمیت زیادی برخوردار است.
آب وهوا نیز به همین روال متفاوت است؛ زمستان‌های سرد و تابستان‌های گرم در شمال و آب و هوای معتدل در جنوب که متأثر از اقیانوس هند است. نواحی مرکزی تابستان‌های بسیار گرم دارند و دمای آن‌ها به بیش از ۴۵ درجه سانتی گراد (۱۱۳ درجه فارنهایت) می‌رسد و زمستان‌های سردی که دمای هوا کمتر از دمای انجماد می‌رسد. میزان بارش باران نیز کم است و از ۲۵۰ میلی‌متر و تا ۱۲۵۰ میلی‌متر که بیشتر با دمای موسم (مونسون) غیرقابل اطمینان جنوب غربی در اواخر تابستان همراه هستند در نوسان است. مسئله کمبود آب نیز توسط ساخت سدها بر روی رودخانه‌ها و استفاده از آب چاه‌ها در مناطق خشک‌تر تا حدی حل شده است.

## مردم

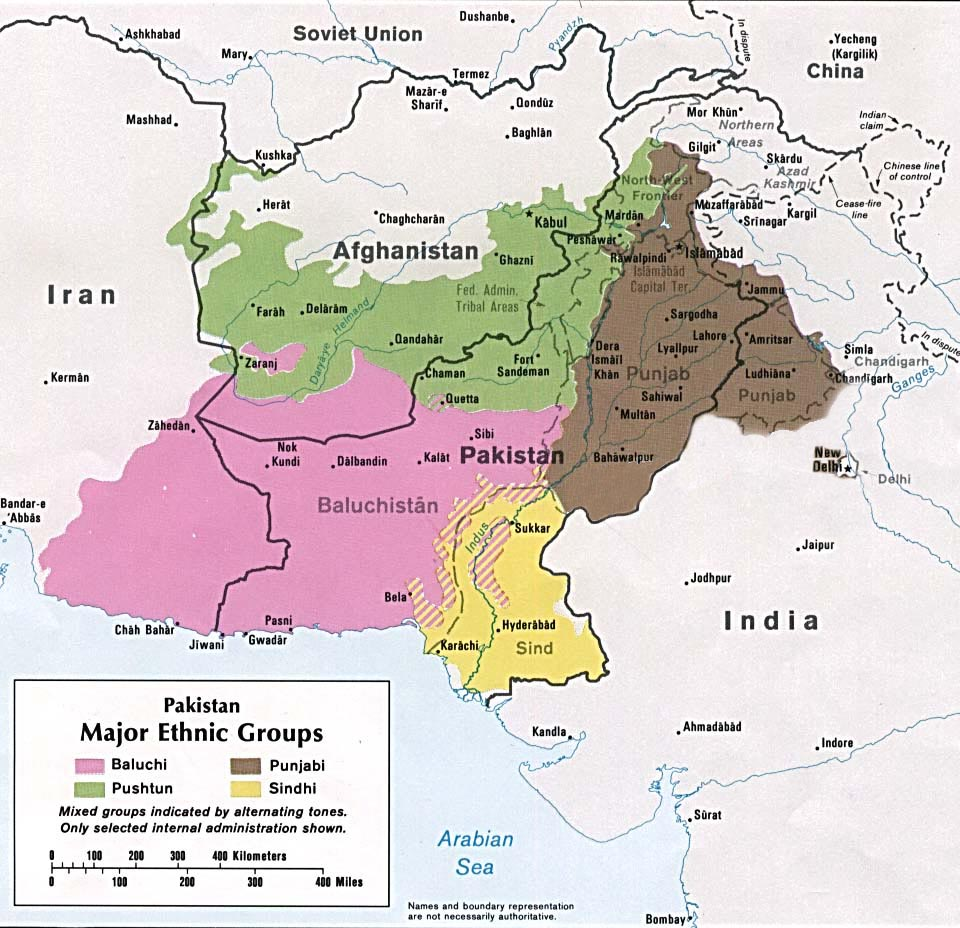
گروه‌های قومی اصلی پاکستان؛ بلوچ (صورتی)، پشتون‌ها (سبز)، پنجابی‌ها (قهوه‌ای)، سندی (زرد)

پاکستان بر اساس آمار تخمینی (۲۰۲۰)، جمعیتی حدود ۲۲۰ میلیون تن دارد. پاکستان پنجمین جمعیت بزرگ جهان را داراست که بیشتر از روسیه و کمتر از برزیل است؛ نشان دادن جمعیت پاکستان نسبتاً مشکل است و این به علت تفاوت‌های آشکار در دقت هر سرشماری و عدم هماهنگی میان بررسی‌های گوناگون مربوط به نرخ رشد جمعیت است، اما احتمالاً بتوان گفت نرخ رشد جمعیت در دهه ۱۹۸۰ به اوج خود رسید؛ جمعیت این کشور تاریخ ۱ ژوئیه ۲۰۰۵ حدود ۱۶۲ میلیون نفر و نرخ رشد جمعیت نیز ۳۴ در هزار و نرخ مرگ و میر حدود ۱۰ در هزار و نرخ رشد طبیعی جمعیت حدود ۲٫۴٪ تخمین زده شد.
زبان اردو زبان پاکستانی و زبان مشترک این کشور است، اما انگلیسی زبان رسمی است که در قانون اساسی پاکستان و در تجارت و همچنین طبقه خاص و تحصیل کرده و شهری و بسیاری از دانشگاه‌ها به کار برده می‌شود؛ زبان پنجابی نیز زبان بیش از ۶۰ میلیون نفر است، اما رسمیتی از سوی کشور ندارد. پاکستانی‌ها از نژادها و گروه‌های قومی فراوانی تشکیل یافته‌اند که بیشتر آن‌ها از نوع مردم هندواروپایی هستند و به همین دلیل بسیار متفاوت از افراد بومی ساکن این بخش از شبه قاره هند هستند.
اکثریت پاکستانی‌ها به گروه قومی هندوآریایی تعلق دارند؛ در حالی که تعداد قابل توجهی از نژادهای ایرانی و تعداد کمتری از دراویدیان نیز به چشم می‌خوردند؛ این گروه‌های قومی عمده به گروه‌های قومی کوچکتری تقسیم می‌شوند؛ پنجابی‌ها ۴۴٫۷٪، پشتون‌ها ۱۵٫۴٪، سندی‌ها ۱۴٫۱٪، زبان سرائیکی ۸٫۴٪، مهاجر اردو ۷٫۶٪، بلوچها ۳٫۶٪ و سایرین ۶٫۳٪ جمعیت را تشکیل می‌دهند.

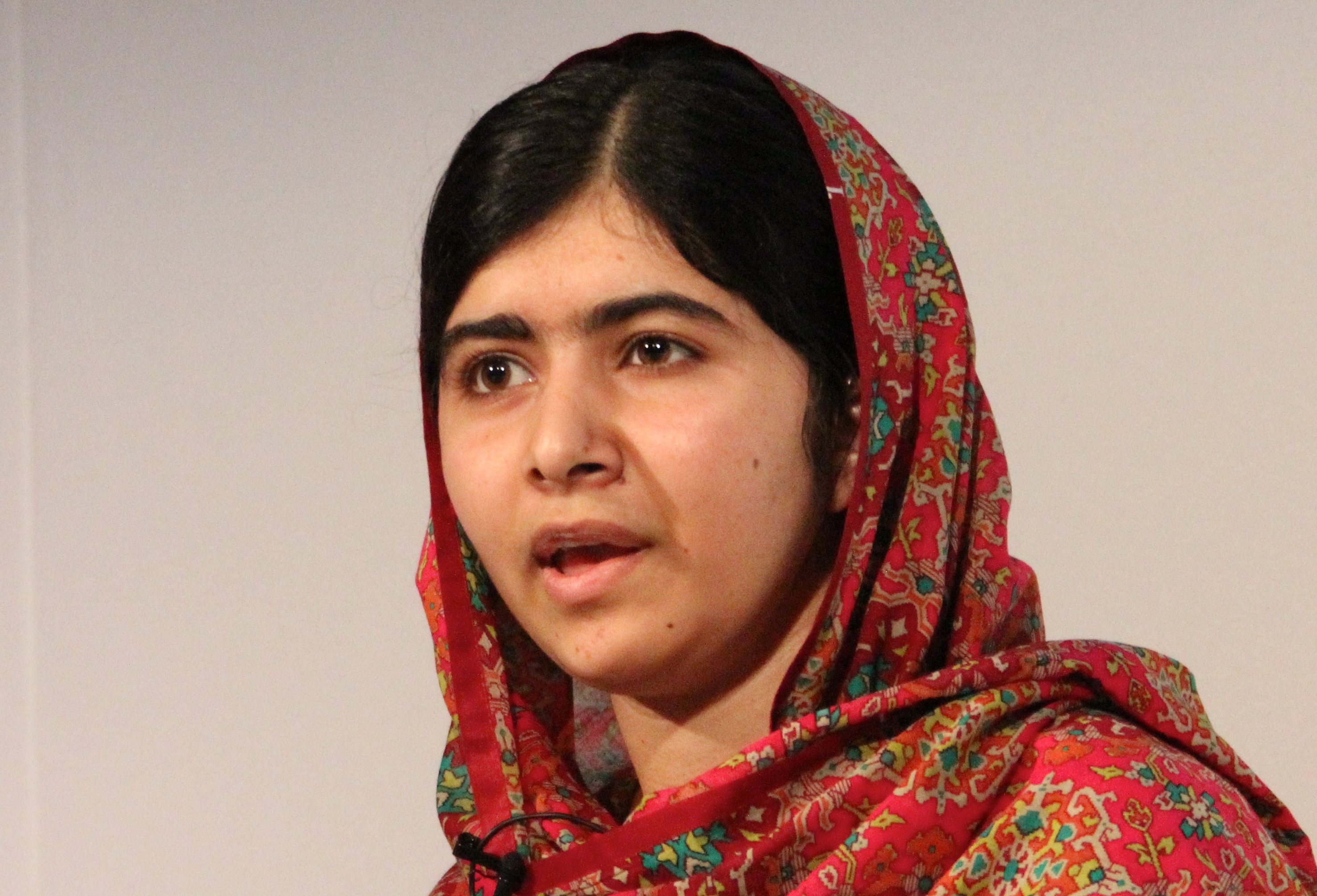
ملاله یوسف‌زی فعال مدنی یکی از مطرح‌ترین مشاهیر پاکستان

پاکستان پس از ایران دومین کشور دارای جمعیت شیعه در جهان است؛ بقیه جمعیت پاکستان را مسیحیت، هندوئیسم، یهودیها، سیکها، زرتشتی‌ها، احمدی‌ها و آنیمیست‌ها (که عمدتاً کالاشهای چیترال هستند) تشکیل می‌دهند؛ تعداد کمی بودایی نیر در آمار پاکستان وجود دارند؛ البته این افراد در قسمت لداخ که توسط هند اداره می‌شود و پاکستان ادعای مالکیت آن را دارد زندگی می‌کنند. ساختار جمعیتی پاکستان در سال ۱۹۴۷ با ورود مسلمانان به پاکستان و هندوها و سیک‌ها به هندوستان به‌شدت تحت تأثیر قرار گرفت؛ از سال ۲۰۰۵ به بعد بیش از ۳ میلیون مهاجر (که تقریباً ۸۱٪ آن‌ها را پشتون‌ها تشکیل می‌دهند) به علت جنگ‌های جاری در افغانستان در پاکستان باقی‌مانده‌اند و براساس کمیسیون عالی مهاجران سازمان ملل، ۸۳٪ مهاجران هدف خود را اقامت دائم در پاکستان می‌دانند.
۹۷٪ از جمعیت پاکستان مسلمان هستند (۸۰٪ سنی و ۱۷٪ شیعه). به علاوه ۱٫۸۵٪ هندو، ۱٫۶٪ مسیحی و ۰٫۰۴٪ سیک نیز در کشور می‌زیند.

## سیاست

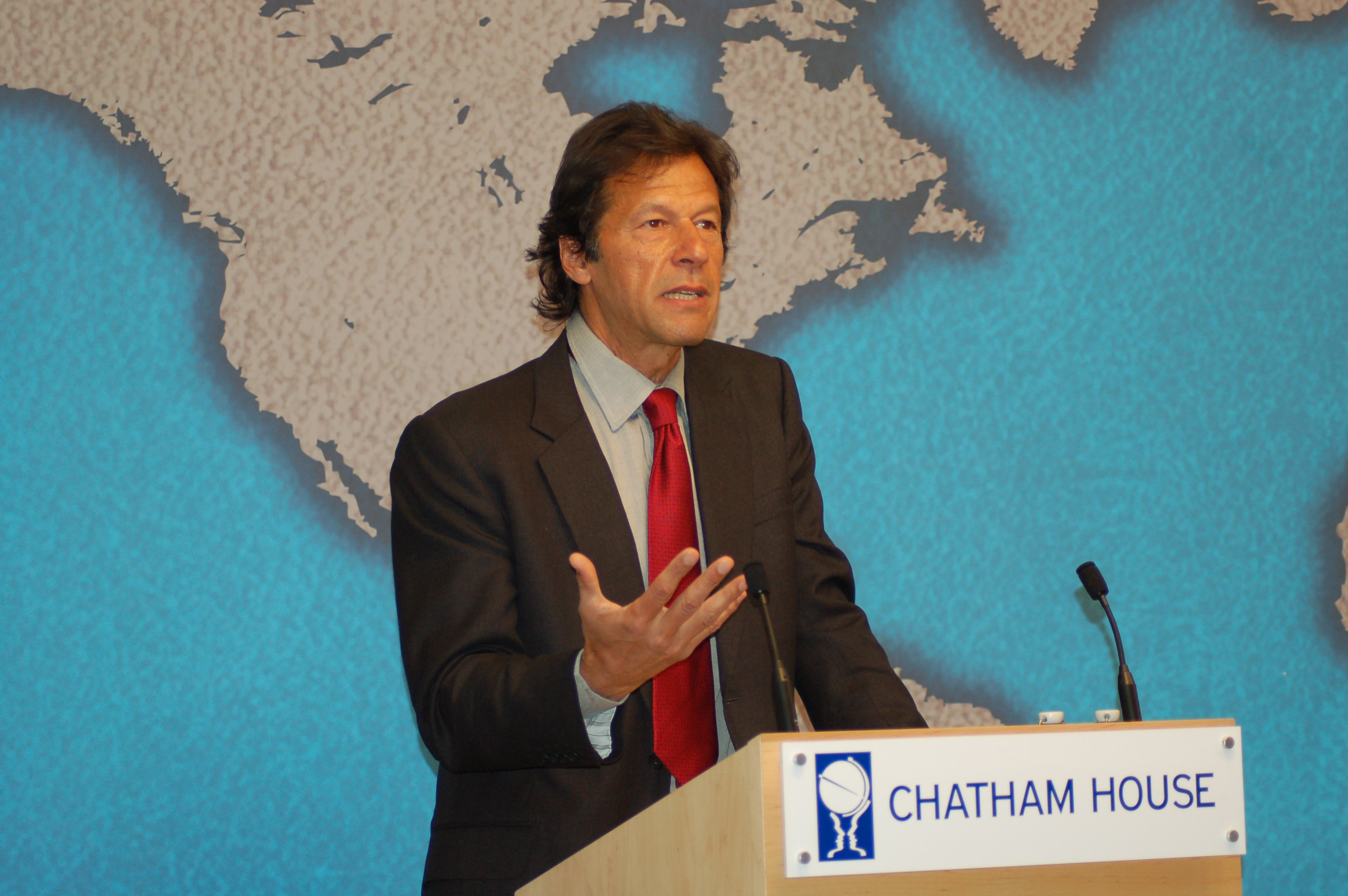
عمران خان نخست‌وزیر پیشین پاکستان

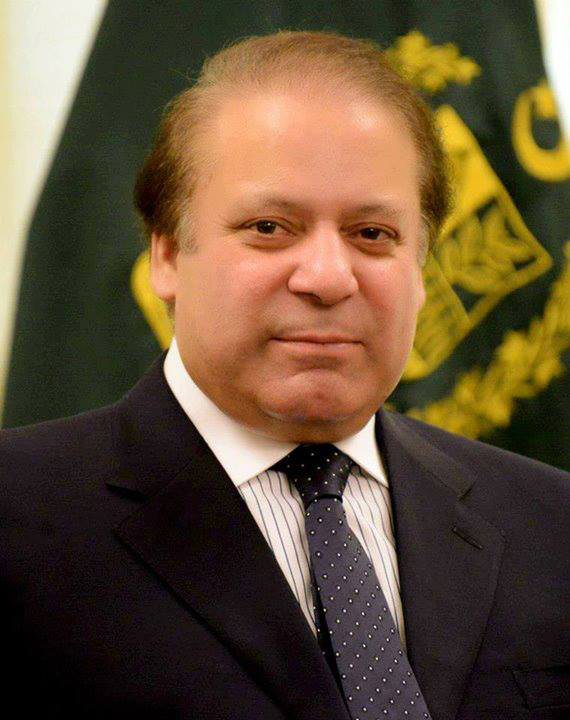
نواز شریف، نخست‌وزیر پیشین پاکستان

پاکستان عضو سازمان ملل متحد، سازمان کنفرانس اسلامی، سازمان همکاری منطقه‌ای جنوب آسیا (سارک)، و سازمان اکو می‌باشد. همچنین از دوران استقلال پاکستان و هند از بریتانیای کبیر، این کشور عضوی از اتحادیه کشورهای همسود (مشترک‌المنافع) بوده است. گرچه عضویت پاکستان در این اتحادیه سه بار لغو شده است؛ نخستین بار در سال ۱۳۵۱ (۱۹۷۲) پس از آنکه اتحادیه کشورهای همسود استقلال بنگلادش (پاکستان شرقی) را از پاکستان به رسمیت شناخت، دولت پاکستان به نشانهٔ اعتراض این اتحادیه را ترک کرد، که البته دوباره در سال ۱۹۸۹ به اتحادیه بازگشت. عضویت پاکستان از سال ۱۹۹۹ تا ۲۰۰۴ به دلیل کودتای غیرقانونی ژنرال پرویز مشرف از طرف اتحادیه لغو شد. سومین بار در نوامبر ۲۰۰۷، عضویت پاکستان به دلیل اعلام وضعیت فوق‌العاده توسط پرویز مشرف از سوی اتحادیه لغو شده است.
مسلم لیگ، اولین دولت پاکستان را به رهبری محمد علی جناح و لیاقت علی خان تشکیل داد. رهبری سیاست پاکستان به دست مسلم لیگ با ظهور احزاب سیاسی دیگر و با ظهور حزب مردم پاکستان در غرب پاکستان و عوامی لیگ در شرق پاکستان که نهایتاً به ایجاد بنگلادش منجر شد، به میزان زیادی رو به افول گذاشت. اولین قانون اساسی پاکستان در سال ۱۳۳۵ (۱۹۵۶) اتخاذ شد، اما در سال ۱۹۵۸ توسط ایوب خان به حال تعلیق درآمد. قانون اساسی مصوب ۱۹۷۳ توسط ضیاءالحق در سال ۱۹۷۷ به تعلیق درآمد و دگربار در سال ۱۹۹۱ به تصویب رسید و این مهم‌ترین سندی است که پایه‌های دولت و حکومت را بنا می‌نهد. پاکستان یک جمهوری فدرال است و اسلام به عنوان دین رسمی کشور محسوب می‌شود. سیستم نیمه–رئیس‌جمهوری شامل قوه مقننه‌ای متشکل از دو مجلس است که خود شامل سنای پاکستان که شامل ۱۰۰ عضو است و مجمع ملی پاکستان که دارای ۳۴۲ عضو است، می‌شود.
رئیس‌جمهور پاکستان، رئیس دولت و همچنین فرمانده کل نیروهای مسلح است و توسط کالج الکتورال پاکستان انتخاب می‌شود. نخست‌وزیر معمولاً رهبر بزرگ‌ترین حزب در مجمع ملی است. هر ایالت، سیستم حکومتی مشابهی دارد و دارای یک مجمع ایالتی است که مستقیماً انتخاب می‌شود؛ در مجمع ایالتی، رهبر بزرگ‌ترین حزب یا ائتلاف به عنوان وزیر انتخاب می‌شود. رؤسای ایالت نیز توسط مجامع ایالتی و به پیشنهاد وزراء انتخاب می‌شوند.
ارتش پاکستان نقش مؤثری را در سیاست‌های عمده کشور در طول تاریخ این کشور ایفا کرده است؛ رؤسای جمهور نظامی از ۱۹۵۸ و ۷۱، ۱۹۷۷ و ۸۸ و از ۱۹۹۹ تا به امروز رهبری کشور را به عهده داشتند. حزب چپ‌گرای مردم پاکستان (پی‌پی‌پی) که توسط ذوالفقار علی بوتو رهبری می‌شد، به عنوان یک بازیگر سیاسی مهم در دهه ۱۹۷۰ ظهور کرد.
تحت رهبری نظامی محمد ضیاءالحق پاکستان سیاست خود را از سیاست سکولار بریتانیایی جدا کرد و به سوی شریعت و دیگر قوانین اسلام پایه تغییر موضع داد. در طول دهه ۱۹۸۰ جنبش متحد قومی (MQM) که ضد فئودالی و طرفدار مهاجر اردو |مهاجر بود توسط ساکنان شهری تحصیل کرده و غیرسنتی ایالت سند و به‌ویژه کراچی آغاز به کار کرد. سال‌های دهه ۱۹۹۰ شاهد سیاست‌های ائتلافی که توسط حزب مردم و مسلم لیگ احیا شده رهبری می‌شد بود.
در انتخابات عمومی اکتبر ۲۰۰۲، مسلم لیگ پاکستان (PML –Q) تعداد زیادی از کرسی‌های مجلس ملی را با قرار گرفتن در رده دوم از میان دیگر گروه‌ها از آن خود کرد و به عنوان حزب مجلس ملت پاکستان که شاخه‌ای از حزب پی‌پی‌پی بود شناخته شد. ظفراللّه خان جمالی از PML –Q به عنوان نخست‌وزیر شناخته شد، اما درتاریخ ۲۶ ژوئن ۲۰۰۴ استعفا داد و رهبر PML –Q چادهری مبثوجات (شجاعت) حسین به عنوان نخست‌وزیر موقت جایگزین او شد. در ۲۸ اوت ۲۰۰۴ مجمع ملی به وزیر اقتصاد پاکستان و قائم مقام پیشین سیتی بانک، شوکت عزیز رأی داد و او را به عنوان نخست‌وزیر انتخاب کرد. مجلس متحده عمل که ائتلاف احزاب مذهبی اسلامی بود درانتخابات ایالت مرزی شمال غرب پیروز شد و حضور خود را در مجمع ملی پاکستان افزایش داد.
پاکستان عضو فعالی از سازمان ملل و سازمان کنفرانس اسلامی است و OIC را به عنوان محلی برای گروه اعتدال روشنفکران به کار برده است؛ که برنامه‌ای برای ایجاد یک رنسانس و عنصر روشنگری در دنیای اسلام است. پاکستان همچنین یکی از اعضای سازمان‌های مهم منطقه‌ای سازمان همکاری‌های منطقه‌ای جنوب آسیا (سارک) و سازمان همکاری اقتصادی (اکو) است. پاکستان در گذشته روابط گوناگونی را با آمریکا به خصوص در اوایل دهه ۱۹۵۰ هنگامی که پاکستان مهم‌ترین متحد آسیایی بود رقم زده است.
پاکستان همچنین عضو سازمان پیمان مرکزی (سنتو) و سازمان پیمان جنوب شرقی آسیا (SEATO) بود. در طول جنگ شوروی–افغانستان در دهه ۱۹۸۰ پاکستان یکی از متحدان اصلی آمریکا بود. اما روابط آن‌ها هنگامی که آمریکا به‌خاطر سوءظن‌هایی نسبت به استفاده پاکستان از فعالیت‌های هسته‌ای تحریم‌هایی را بر او اعمال کرد، روبه سردی گذاشت. پس از حملات ۱۱ سپتامبر و جنگ بر سر تروریسم روابط آمریکا و پاکستان به‌ویژه پس از اینکه پاکستان حمایت خود را از رژیم طالبان در کابل ظاهراً متوقف نمود، بهبود یافته است. در ژانویه ۲۰۰۴، مؤسس برنامه هسته‌ای پاکستان عبدالقدیر خان به موضوع گسترش نیروی هسته‌ای به لیبی، ایران و کره شمالی اعتراف کرد. در ۵ فوریه ۲۰۰۴ پرزیدنت پرویز مشرف اعلام کرد که او عبدالقدیر خان را بخشوده است.
پاکستان مدت‌های زیادی روابط ناآرامی را با همسایه‌اش هند داشته است. اختلاف بلندمدت بر سر کشمیر به جنگ‌های تمام عیاری در جنگ هند – پاکستان در ۱۹۴۷ و جنگ هند و پاکستان در ۱۹۶۵ انجامید. جنگ داخلی در ۱۹۷۱ به جنگ آزادی خواهانه بنگلادش که خودجوش بود و جنگ ۱۹۷۱ هند– پاکستان تبدیل شد. پاکستان برای نشان دادن برابری خود با آزمایش‌های هسته‌ای Pokhran-II هند در سال ۱۹۹۸ آزمایش‌های سلاح‌های هسته‌ای را انجام داد و تنها کشور مسلمان دارای سلاح‌های هسته‌ای به‌طور رسمی گردید. روابط این کشور با هند پس از آغاز مذاکرات صلح در ۲۰۰۲ رو به بهبودی است. پاکستان روابط نزدیک اقتصادی نظامی و سیاسی را با جمهوری خلق چین دارا می‌باشد.
پاکستان همچنین در نواحی قبیله‌ای که به صورت فدرال اداره می‌شوند و رهبران قبیله‌ای از طالبان حمایت می‌کنند با بی‌ثباتی‌هایی روبه‌رو است. پاکستان برای سرکوبی ناآرامی‌های محلی مجبور به استقرار نیروهای ارتش خود در این نواحی شده است. این در حالی است که آتش‌بس اعلام شده بین رهبران قبیله‌ای و دولت پاکستان ثبات لازم را به منطقه بازنگردانده است.
اضافه بر این، پاکستان مدت زیادی است که در بزرگ‌ترین ایالت خود، بلوچستان (پاکستان) دچار بی‌ثباتی است. ارتش برای جنگ با شورش جدی در این استان از سال ۱۹۷۳ تا سال ۱۹۷۶ مستقر شد. ثبات اجتماعی پس از اینکه رحیم الدین خان به عنوان مجری حکومت نظامی که آغاز آن در سال ۱۹۷۷ بود منصوب شد. در پاکستان از سرگرفته شد. پس از صلح و آرامش نسبی در طول دهه‌های ۱۹۸۰ و ۱۹۹۰ برخی از رهبران قبیله‌ای بانفوذ بلوچ بازهم یک جنبش جدایی طلبانه را پس از اینکه پرویز مشرف در ۱۹۹۹ به قدرت رسید آغاز کردند.

### نحوه انتخاب رئیس‌جمهور در پاکستان
هر رئیس‌جمهوری در پاکستان برای پنج سال انتخاب می‌شود. رئیس‌جمهور مقامی تقریباً تشریفاتی در پاکستان به‌شمار می‌آید.
نمایندگان هر دو پارلمان ملی پاکستان یعنی؛ مجلس ملی و سنا، به همراه چهار مجلس استانی یا مجالس ایالتی که شامل سند، پنجاب، خیبرپختونخواه و بلوچستان رئیس‌جمهور این کشور را با رأی‌گیری انتخاب می‌کنند؛ که حدوداً تعداد این نمایندگان به هزار و صد نفر می‌رسد.
روند اخذ رأی انتخابات ریاست جمهوری پاکستان در اسلام‌آباد تحت نظارت قاضی انور کاسی رئیس دادگاه عالی این شهر برگزار می‌شود.

## اقتصاد

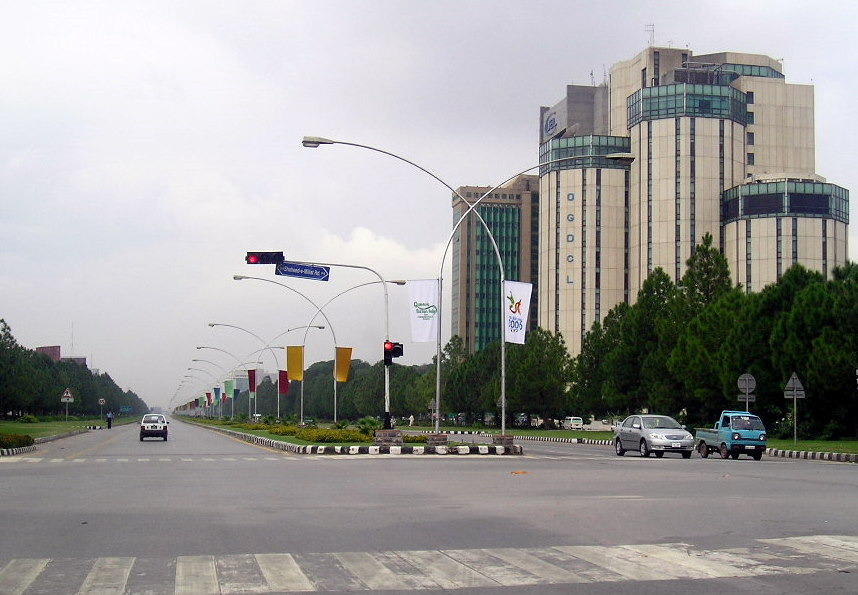
شرکت توسعه نفت و گاز پاکستان

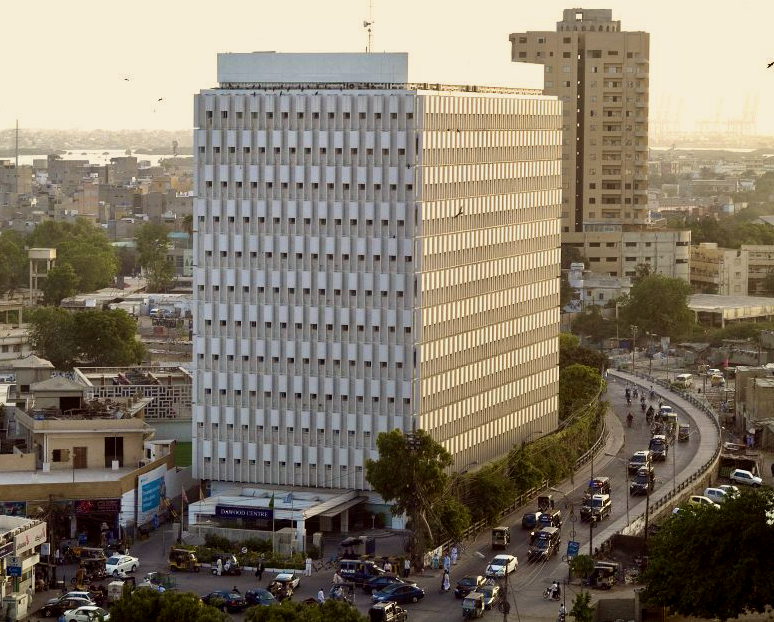
داوود هرکولز کورپوریشن شرکت خوشه‌ای

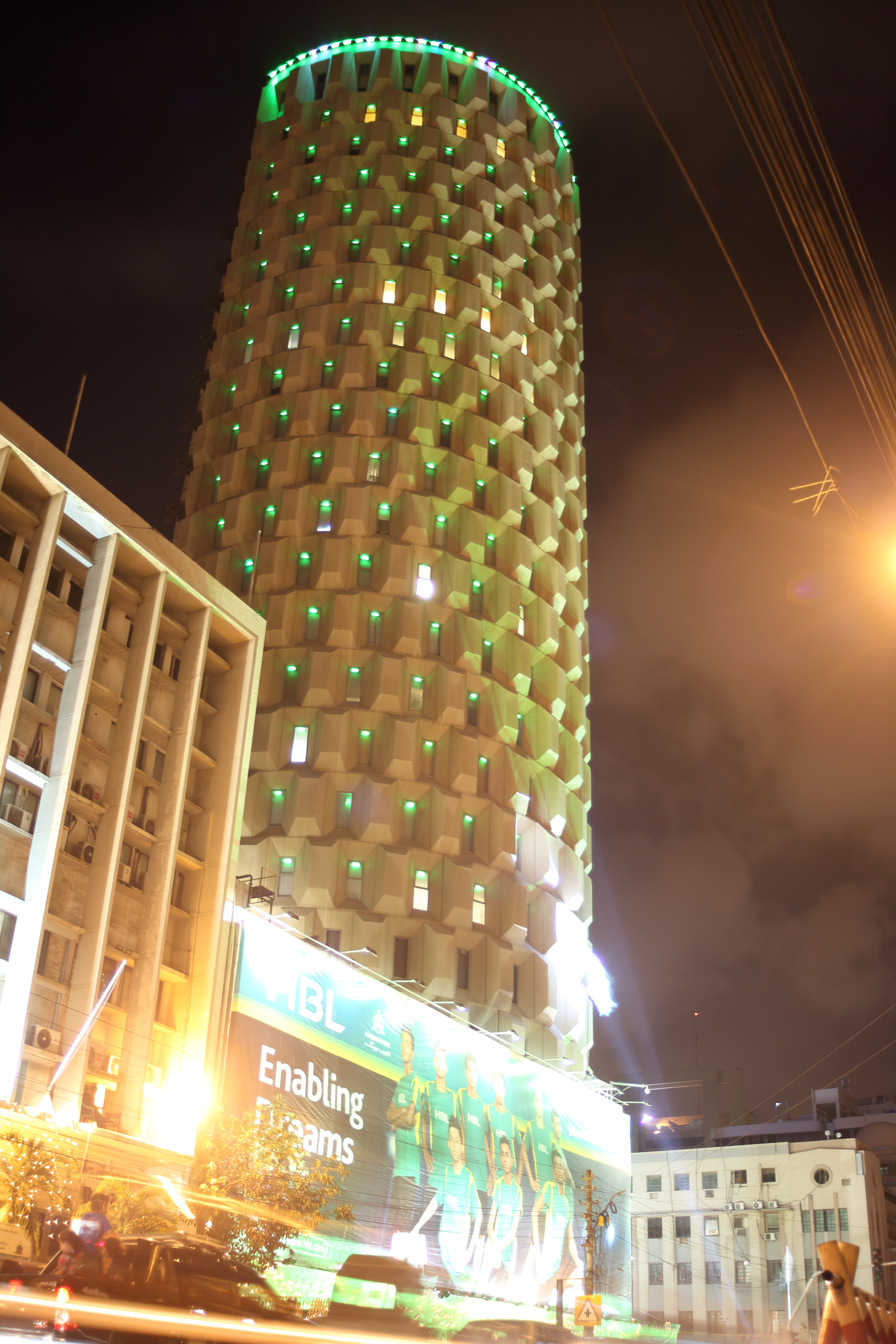
بانک حبیب یکی از بزرگ‌ترین بانک‌های پاکستان

پاکستان کشوری در حال توسعه است که در جبهه‌های سیاسی و اقتصادی با چالش‌هایی روبه‌رو بوده است. با وجود اینکه در سال ۱۹۴۷ این کشور بسیار فقیر بود نرخ رشد اقتصادی پاکستان در طول ۴ دهه بعد از آن بهتر از میانگین جهانی بوده است. اما سیاست‌های ناآگاهانه به پایین آمدن این نرخ در دهه ۱۹۹۰ منجر شد.
اخیراً تغییرات گسترده اقتصادی به اقتصادی قدرتمندتر منجر شده‌اند و به نرخ رشد به‌ویژه در زمینه‌های ساخت و تولید و بخش‌های خدمات مالی (اقتصادی) سرعت بخشیده‌اند. پیشرفت‌های بزرگی نیز در موقعیت ارز خارجی و رشد سریع در منابع ارز ثابت در سال‌های اخیر شاهد بوده‌ایم. تخمین بدهی خارجی در سال ۲۰۰۵ در حدود ۴۰ میلیارد دلار آمریکا بود. با این حال این بدهی با کمک‌های صندوق بین‌المللی پول و بخشودگی بدهی از طرف ایالات متحده آمریکا کاهش یافته است. تولید ناخالص داخلی در سال ۲۰۰۵ حدود ۴۰۵ میلیارد دلار برآورد شد و تولید سرانه ناخالص ملی آن ۲۴۰۰ دلار آمریکا بود.
نرخ‌های رشد تولید ناخالص ملی پاکستان در ۵ سال اخیر شاهد یک افزایش ثابت بوده‌اند. در سال ۲۰۰۱ نرخ رشد تولید ناخالص داخلی کشور ۸٪/۱ بود ولی در سال مالی که ۳۰ ژوئن ۲۰۰۵ پایان یافت، نرخ رشد تولید ناخالص داخلی اسمی به حدود ۴٪/۸ رسید. این نرخ رشد پاکستان را پس از چین دارنده دومین نرخ رشد اقتصادی در میان پرجمعیت‌ترین کشورهای جهان قرار داد. با این حال فشارهای تورمی و میزان ذخیره کمتر از مقدار لازم و همچنین عوامل اقتصادی دخیل دیگر امر نگه داشتن نرخ رشد به این میزان را مشکل می‌سازد.
واحد پول این کشور روپیه پاکستان است. هر روپیه پاکستان معادل ۰٫۰۰۳۶ دلار آمریکا و هر دلار معادل ۲۷۸ روپیه است. (نوامبر ۲۰۲۴).
رشد بخش‌های غیر کشاورزی ساختار اقتصاد را تغییر داده است و اکنون اقتصاد تنها ۲۰٪ تولید ناخالص داخلی را تشکیل می‌دهد. بخش خدماتی حدود ۵۳٪ تولید ناخالص داخلی کشور که تجارت عمده و خرد کشور حدود ۳۰٪ این بخش را تشکیل می‌دهد. اخیراً بازار بورس کراچی همراه با دیگر بازارهای در حال ایجاد دنیا اوج گرفته است. مقادیر هنگفتی از سرمایه‌گذاری‌های خارجی در صنایع متعددی به کار گرفته شده‌اند. با این حال سرانه بازار بورس همچنان مخابرات، نرم‌افزار، خودرو، نساجی، سیمان، کود، فولاد و ساخت کشتی هستند.
صنعت مهم دیگری که در گذشته از دسترسی خارجی محروم مانده است، هوافضا است. تیپ‌های مختلف توپخانه در ارتش از پیش به گسترده شدن میزان مهمات نظامی پاکستان کمک کرده‌اند. خبرهایی از احتمال مشارکت عمومی یا خصوصی در برنامه‌های آینده موشکی به گوش می‌خورد که می‌تواند با برنامه فضایی پاکستان همراه شود؛ زیرا توانایی‌های کنونی این کشور شامل موشک‌های بالستیک میان برد و تحقیقاتی بر روی موشک‌های بالستیک قاره‌پیما می‌شوند. رویکرد ساختاری برای استفاده از این توانایی‌های هوافضایی ممکن است باعث رونق سریعتر اقتصادی پاکستان شود زیرا صنعت هوانوردی پیش تر هم شاهد رشد چشمگیری در سال‌های گذشته بوده است که با حضور شرکت‌های هواپیمایی متعددی همراه بوده است.

## جانوران و گیاهان

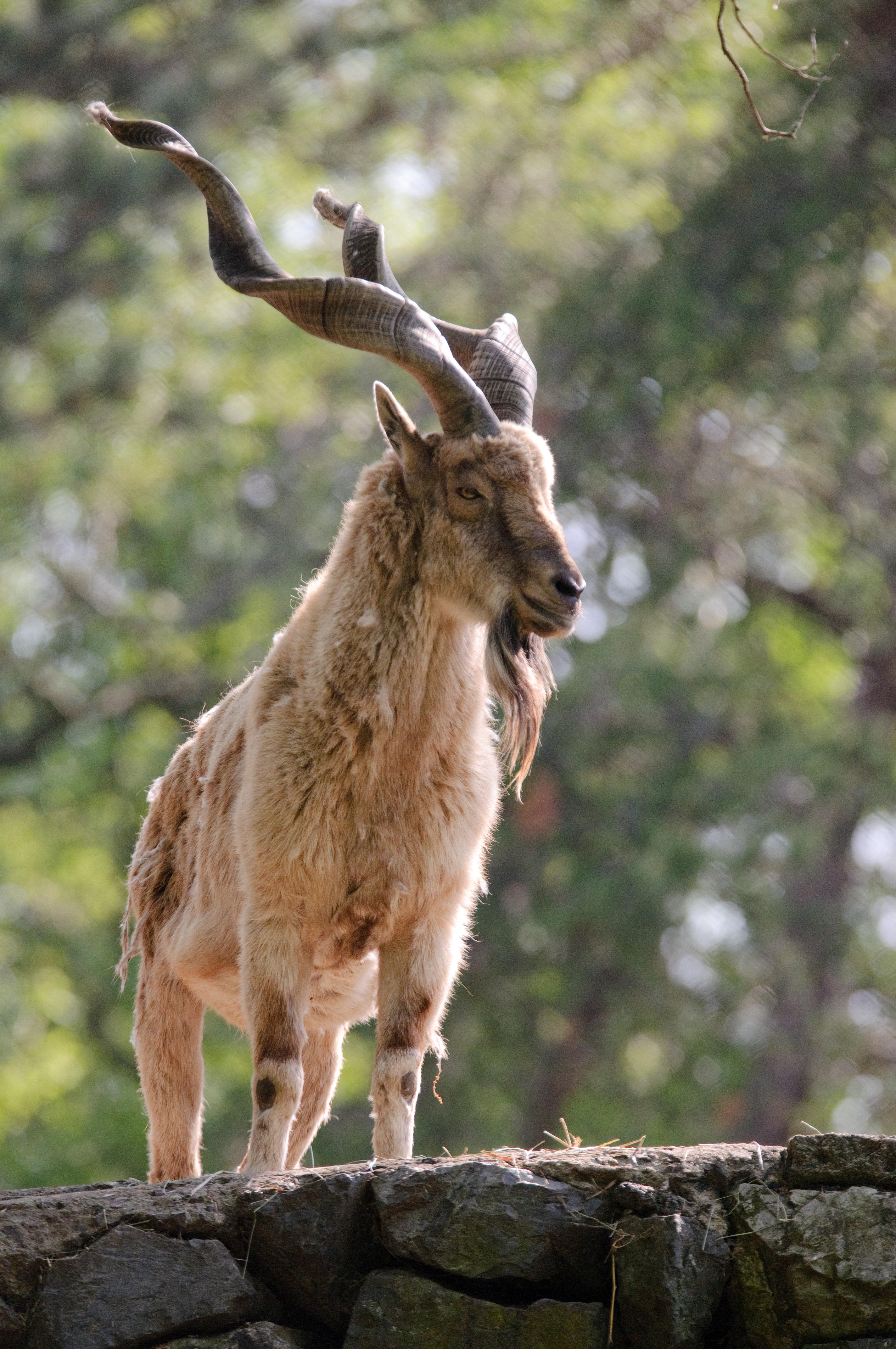
مارخور، حیوان ملی پاکستان

گونه‌های مختلف مناظر و آب و هوا در پاکستان به این ناحیه اجازه می‌دهد تا از گونه‌های مختلف حیوانات و پرندگان وحشی برخوردار باشد. در جنگلها درخت‌های سوزنی‌شکل آلپی و شبه آلپی از قبیل کاج فرنگی و کاج و سدر دیودار در کوه‌های شمالی و درختان پهن‌برگ مانند جگ و توت– شکل در رشته‌کوه‌های سلیمان در جنوب وجود دارند. تپه‌های غربی دارای سرو کوهی و تمرسیک و علف‌های خشن و گیاهان خاردار هستند. در طول ساحل جنگل‌های پوشیده از منگرو که بیشتر زمین‌های مرطوب ساحلی را تشکیل می‌دهند به چشم می‌خورد.
در جنوب در آب‌های تیره در دهانه رودخانه سند تمساح نیز وجود دارند. در حالی که در سواحل رودخانه گراز، آهو، خارپشت و جوندگان کوچک به چشم می‌خورند، در زمین‌های شنی پوشیده از خار مرکز پاکستان گرگ، روباه، شغال، کفتارراه راه، گربه وحشی، پلنگ و در آسمان شاهین، قوش (قرقی)، باز و عقاب دیده می‌شوند. در بیابان‌های جنوب غربی چیتای کمیاب آسیایی نیز وجود دارد.
در کوه‌های شمالی گونه‌هایی از حیوانات در حال خطر از قبیل قوچ و میش مارکوپولو، قوچ و میش اوریال، مارخور، بز کوهی، خرس سیاه آسیایی، خرس قهوه‌ای هیمالیایی و پلنگ برفی وجود دارند. در اوت ۲۰۰۶ پاکستان یک بچه پلنگ برفی یتیم کمیاب را که لئو نام داشت به آمریکا هدیه کرد.
گونه کمیاب دیگری دلفین رودخانه سند است که تصور می‌شود ۱۰۰۰ عدد دیگر از آن باقی باشد که در ۲ منطقه حفاظت شده نگهداری می‌شوند. در سال‌های اخیر شمار حیوانات وحشی که برای بازرگانی خز و چرم کشته می‌شدند به ایجاد قانون منع شکار حیوانات و پرندگان وحشی در مناطق حفاظت شده حیات وحش منجر شد.

## فرهنگ و تمدن

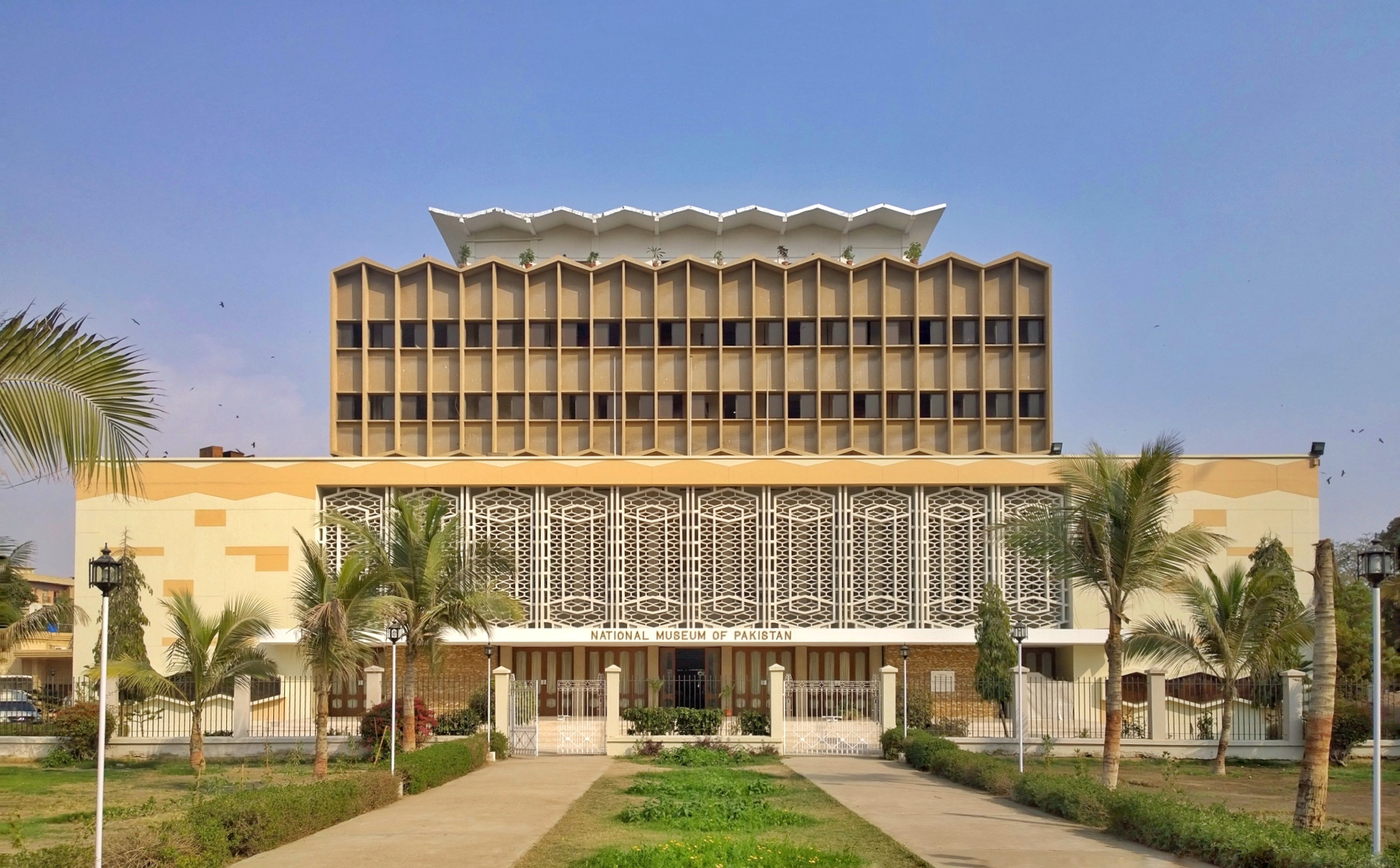
موزه ملی پاکستان، در شهر کراچی واقع شده است.

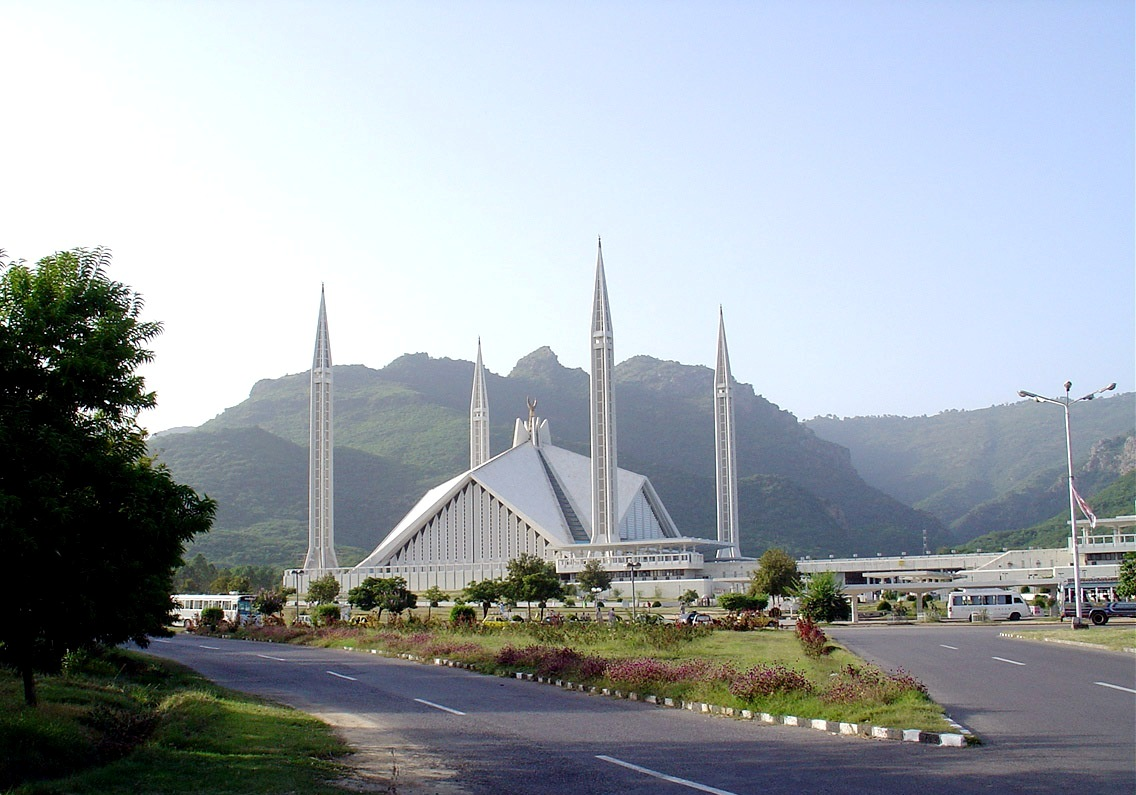
مسجد شاه فیصل در اسلام‌آباد که از بزرگ‌ترین مسجدهای جهان است.

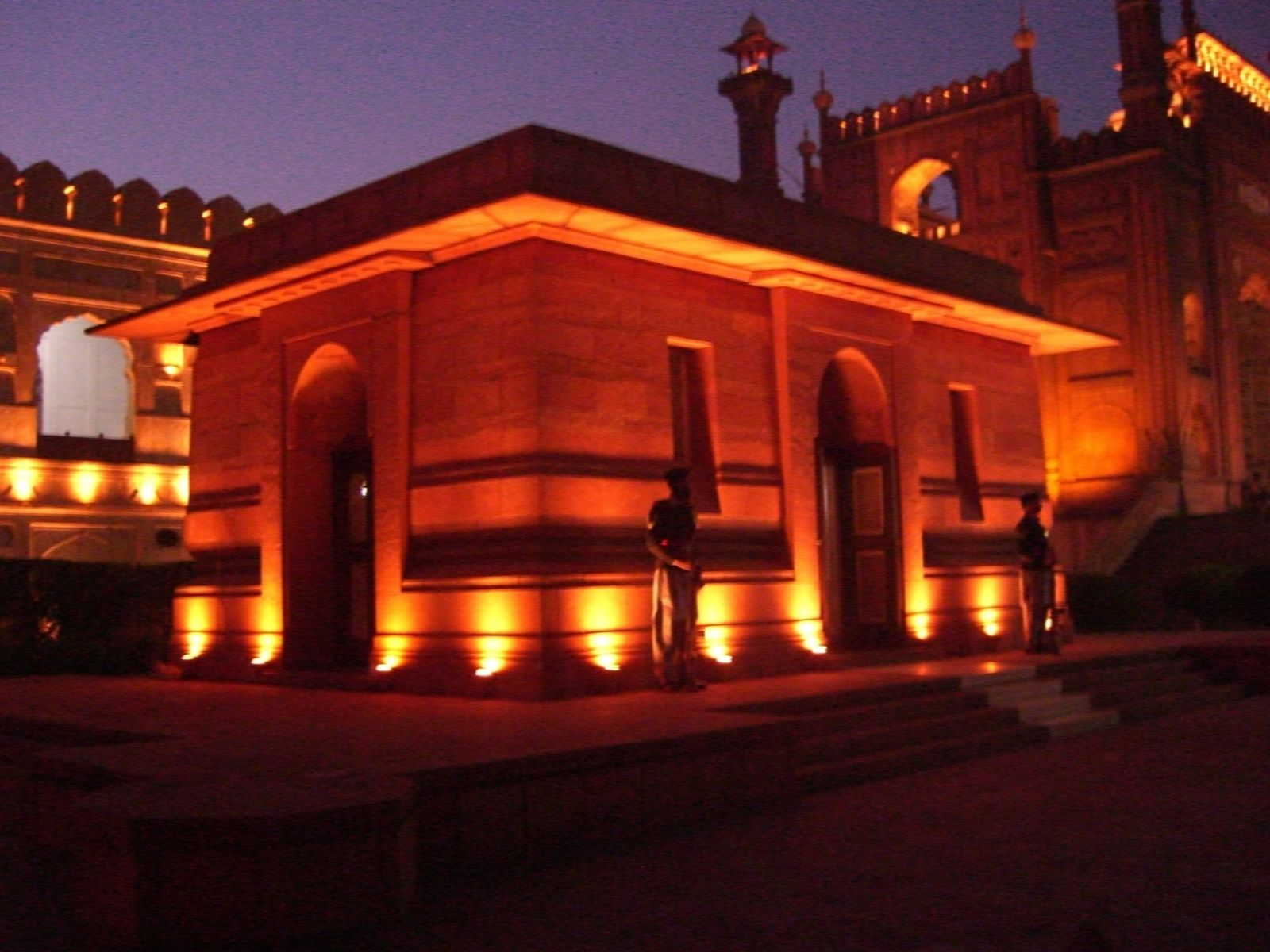
آرامگاه اقبال لاهوری

پاکستان دارای فرهنگ منحصربه‌فرد و غنی است که سنت‌های خود را در طول تاریخ حفظ کرده است، اتفاقات مختلف در طول تاریخ نتوانسته‌اند خللی به این فرهنگ وارد نمایند. واقعیت پیش از ورود اسلام بسیاری از پنجابی‌ها و سندیها، هندو و بودایی بودند؛ اما این روند در طول دوره توسعه اسلام، توسط حاکمان اموی، محمد بن قاسم، سلطان محمود غزنوی و دیگران تغییر یافت. بسیاری از فعالیت‌ها، غذاها بقایای تاریخی و مکان‌های مقدس از حکومت مغول مسلمان و فرمانروایان افغان‌ها برجای مانده که شامل لباس ملی شلوار کمیز (تمیز) می‌شود. زنان نیز شلوار قمیز با رنگ‌های شاد می‌پوشند.
در حالی که مردان شلوارهایی با رنگ‌های تیره‌تر می‌پوشند و معمولاً شیروانی یا اچکان (نوعی کت بلند) که بر روی لباس‌ها می‌آید برتن می‌کنند. انواع موسیقی پاکستانی متنوع است؛ موسیقی محلی و گونه‌های سنتی مانند قوالی و غزل گایاکی و گونه‌های جدید که موسیقی سنتی و غربی را در هم می‌آمیزند مانند اجرای هم‌زمان قوالی و موسیقی غربی که توسط نصرت فاتح علی خان مشهور انجام می‌شود. دیگر خوانندگان عمده غزل، مهدی حسن، غلام علی و فریده خانم طاهره، سید عبید پروین و اقبال بانو هستند.
ورود مهاجران افغان در استان‌های غربی، موسیقی پشتو و زبان فارسی را دوباره زنده کرده است و پیشاور را به عنوان محلی برای موسیقی دانای افغان و محلی برای گسترش موسیقی افغان به خارج از کشور مبدل ساخته است. تا دهه ۱۹۹۰ شرکت تلویزیون پاکستان که توسط دولت اداره می‌شد (PTV) و شرکت خبرگزاری پاکستان رسانه‌های عمده کشور بودند. اما اکنون کانال‌های تلویزیونی شخصی متعددی از قبیل Geo TV، تلویزیون ایندوس، Hum TV و گروه ARY نیز وجود دارند. کانال‌ها و فیلم‌های متعدد آمریکایی، اروپایی و آسیایی نیز برای اکثریت جمعیت پاکستان از طریق Cask TV و ماهواره قابل دسترسی هستند. همچنین صنایع فیلم‌سازی بومی کوچکی نیز در لاهور و پیشاور (که اغلب با نام لالی وود و پولی وود آن‌ها را می‌شناسند) وجود دارند. با وجود اینکه فیلم‌های بالیوود امروزه ممنوع هستند ستاره‌های سینمای هند در پاکستان بسیار محبوب هستند.

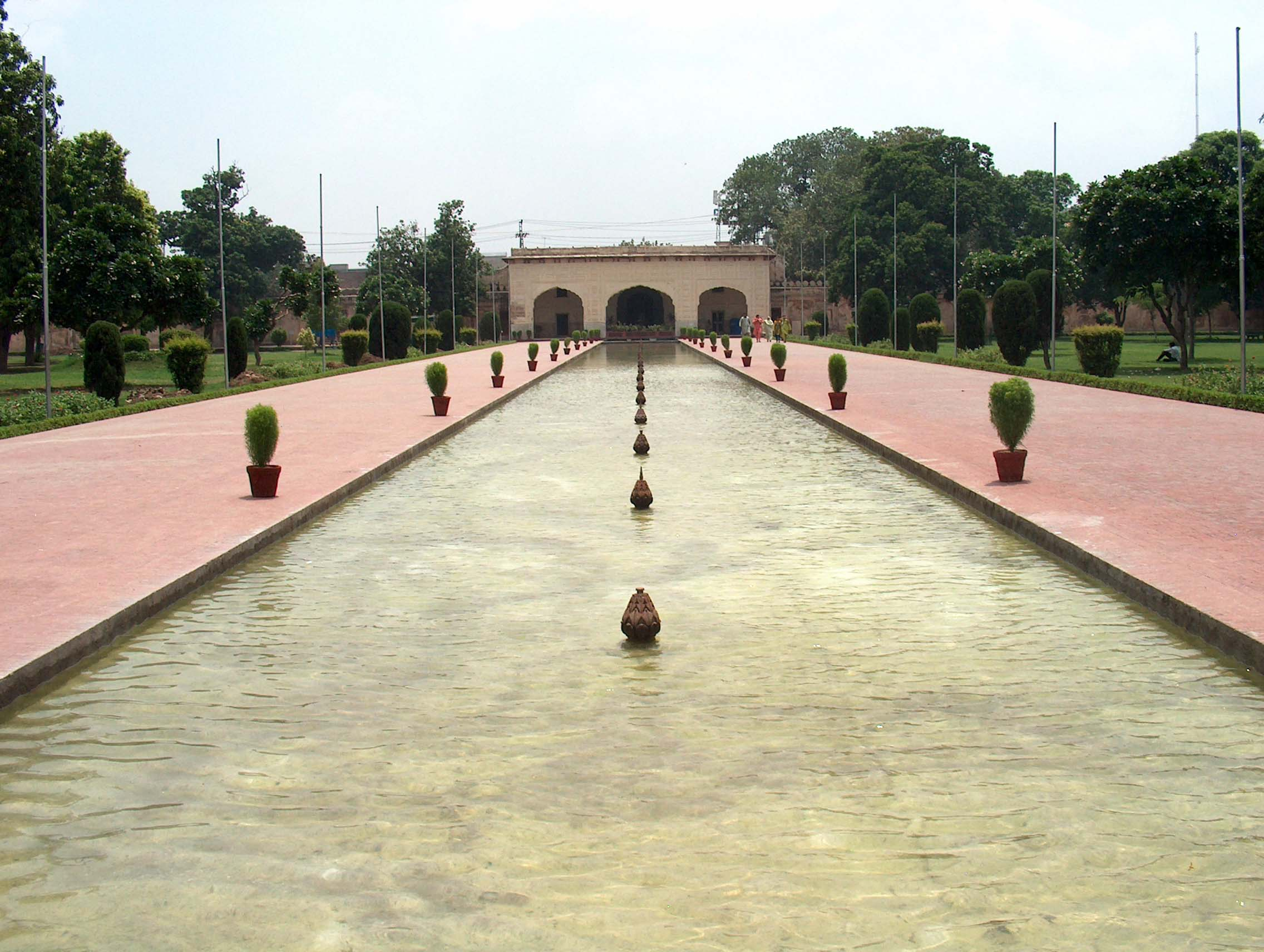
باغ شالیمار لاهور

جامعه پاکستان عمدتاً چند زبانه و مسلمان است، و اغلب آن‌ها احترام خاصی را به ارزش‌های خانوادگی سنتی دارند. با وجود اینکه خانواده‌های شهری به سیستم خانواده هسته‌ای تغییر یافته‌اند و این به دلیل محدودیت‌های اجتماعی–اقتصادی است که توسط سیستم سنتی خانواده مشترک بر آن تحمیل می‌شود. دهه‌های اخیر حضور طبقه متوسط را در شهرهایی نظیر کراچی، لاهور، راولپندی، حیدرآباد پاکستان، فیصل آباد، سوکور و پیشاور شاهد بوده است که خواهان حرکت در سوی یک جهت آزادی خواهانه تر هستند و این در مقابل نواحی قبیله‌ای شمال غربی است که با افغانستان هم‌مرز هستند و سنتهای دیرینه و روش محافظه کارانه را پیش می‌گیرند. افزایش فرایند جهانی شدن تأثیر فرهنگ غربی را افزایش داده و اکنون پاکستان رتبه ۴۶ را در ایندکس جهانی شدن دارا است. در حدود ۴ میلیون پاکستانی در خارج از کشور زندگی می‌کنند و حدود نیم میلیون نفر مقیم خارج نیز در ایالات متحده آمریکا زندگی می‌کنند.

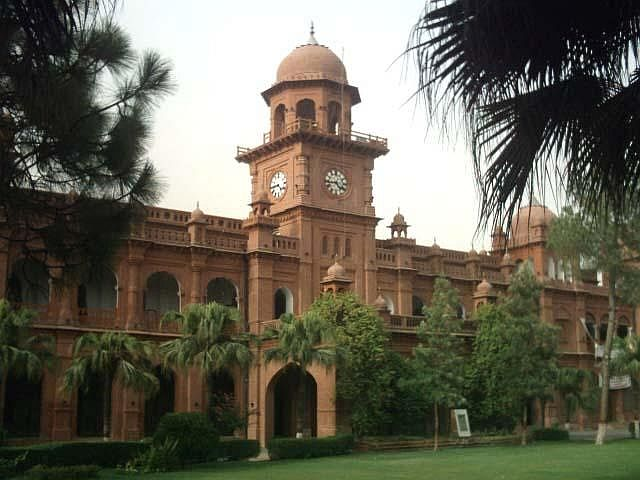
دانشگاه پنجاب

گردشگری یک صنعت در حال رشد در پاکستان است و بر فرهنگ‌ها و ملل و مناظر متنوع آن استوار است. بازمانده‌های تمدن باستانی از قبیل موهنجودارو و هاراپا و تاکسیلا تا بخش‌های تپه‌ای هیمالیا همه جهانگردانی را به خود جذب می‌کنند. پاکستان چندین رشته کوه با ارتفاع بیش از ۷۰۰۰ متر دارد که ماجراجویان و کوهنوردانی را از سراسر دنیا به خود جذب می‌کند، به‌ویژه کی۲.
قسمتهای شمالی پاکستان دژها و برج‌ها و دیگر آثار معماری کهن و همچنین دره هونزا و دره‌های چیترال را دارا است. دره‌های چیترال محل جامعه کوچک پیش از اسلام آنیمیست کلشه است که از تباری هندوایرانی هستند. شهر لاهور دارای نمونه‌های بسیاری از معماری مغول مانند مسجد بدشاهی، باغ‌های شالیمار (لاهور)، مقبره جهانگیر و دژ لاهور است.

### روزهای تعطیل
روزهای تعطیل و جشنوارههای بسیاری سالانه در پاکستان جشن گرفته می‌شوند. در حالی که پاکستان یک کشور مسلمان است روزهای تعطیل غیر مذهبی نیز در پاکستان وجود دارند که عبارت‌اند از: روز پاکستان (۲۳ مارس)، روز استقلال (۱۴ اوت)، روز دفاع پاکستان ۶ سپتامبر، روز نیروی هوایی پاکستان ۷ دسامبر سالگرد تولد (۵ دسامبر)، و مرگ (۱۱ سپتامبر) محمد علی جناح، علامه اقبال لاهوری (۹ نوامبر) و تولد (۳۰ ژوئیه) و فوت (۸ ژوئیه) فاطمه جناح (مادر ملت) و همچنین سند کارگر (که به نام سندمی هم شناخته می‌شود) در روز ۱ می.
چند جشنواره مهم توسط مسلمان‌های پاکستانی در طول سال گرامی داشته می‌شوند که وابسته به تقویم اسلامی است؛ در رمضان که نهمین ماه تقویم است ۲۹ یا ۳۰روز را روزه می‌گیرند و سپس جشن عید فطر است؛ در یک جشن دیگر عید قربان را به یاد قربانی ابراهیم انجام قربانی می‌کنند و گوشت آن را میان دوستان و خانواده و فقرا تقسیم می‌کنند؛ هر دو عید از تعطیلات عمومی هستند و مردم می‌توانند در این دو روز از خانواده و دوستان دیدن کنند و بچه‌ها لباس نو هدیه و شیرینی می‌گیرند؛ بعضی از مسلمانان تولد محمد، پیامبر اسلام را در سومین ماه تقویم ربیع‌الاول جشن می‌گیرند.
مسلمان‌های شیعه روز عاشورا را در روزهای نهم و دهم اولین ماه تقویم (ماه محرم) گرامی می‌دارند.
هندوها، بوداییها، سیکها و مسیحیان پاکستان نیز جشن‌های خودشان را برگزار می‌کنند. سیک‌ها از سراسر جهان می‌آیند تا مکان‌های مقدسی را در پنجاب، مانند آرامگاه گورو ننک مؤسس سیکسیم در حسن عبدلی واقع در ناحیه اتوک و زادگاه او نانکانا صاحب را دیدن کنند؛ جشنواره‌های محلی و منطقه‌ای نیز مانند جشنواره بسنت در پنجاب که آغاز بهار را نشان می‌دهد و با هوا کردن بادبادک‌ها همراه است نیز، جشن گرفته می‌شوند.
در ضمن اینکه پنجم فوریه به نام روز کشمیر در پاکستان تعطیل رسمی است.

## ورزش

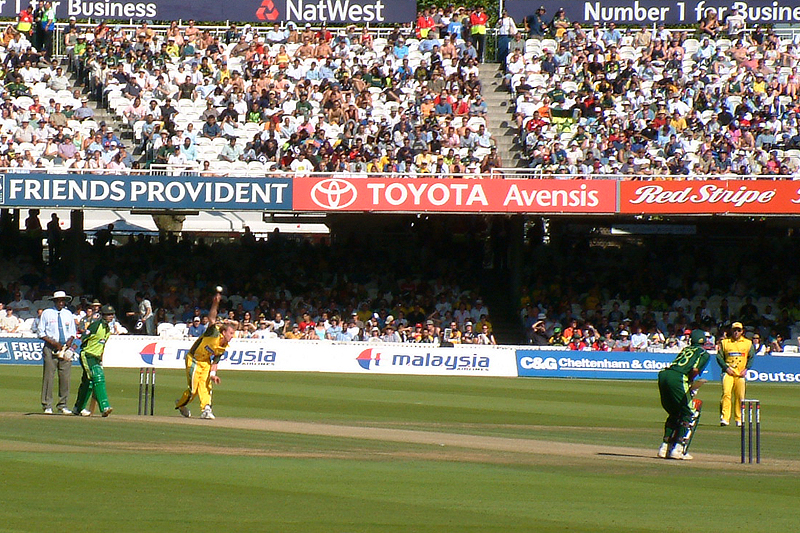
کریکت، محبوب‌ترین ورزش در پاکستان است.

ورزش رسمی و ملی پاکستان هاکی روی چمن است، با وجود اینکه اسکواش و کریکت نیز بسیار محبوب هستند. تیم ملی کریکت پاکستان یکبار جام جهانی را در مسابقات جهانی کریکت ۱۹۹۲ از آن خود کرد. یکبار هم در جام جهانی کریکت ۱۹۹۹ نایب قهرمان شد و دو بار میزبان بازی‌های جام جهانی کریکت ۱۹۸۷ و جام جهانی کریکت ۱۹۹۶ شده‌اند. این تیم همچنین جام استرالیا را در سال‌های ۱۹۸۶ و ۱۹۹۰ و ۱۹۹۴ از آن خود کرده است.

## حقوق بشر
دیوان عالی پاکستان در سال ۲۰۱۲ میلادی، تراجنسیتی را به عنوان «جنسیت سوم» در پاکستان به رسمیت شناخت.
بر اساس آمار سازمان ملل متحد در سال ۲۰۰۵ میلادی، بین ۱٫۲ میلیون تا ۱٫۵ میلیون کودک در خیابان‌های پاکستان زندگی می‌کنند. به گفته سازمان‌های مدافع حقوق بشر بیش از ۱۲ میلیون کودک برای فرار از فقر به خیابان‌ها پناه می‌برند یا در خانه غریبه‌ها کارگری می‌کنند.
بلوچ ستیزی یکی از اقدامات جنایت بار در کشور پاکستان است. بلوچ‌ها خواهان احقاق حقوق خود از جمله خودمختاری ایالت بلوچستان هستند که تاکنون دولت مرکزی پاکستان آن را نادیده گرفته است و همواره سعی در سرکوب مردم بلوچ داشته‌اند، به طوریکه از سال ۲۰۱۰ تا به اکنون نزدیک به ۱۳ هزار نفر از کودکان و جوانان بلوچ مفقود شده‌اند که از سرنوشت هیچ‌یک از آنان اطلاعی در دسترس نیست. قوم بلوچ این اتفاقات را به دست عوامل دولت پاکستان می‌داند. 
برده‌داری به صورت کار بدون دستمزد در همه نقاط پاکستان جاری است، این پدیده در بخش‌های کشاورزی و صنایع آجرسازی پاکستان دامنه و گستره بسیار وسیعی دارد.
در پاکستان اقلیت‌های دینی و مذهبی در موارد زیادی مورد حملات انتقام‌جویانه از سوی عامه مردم یا گروه‌های تندرو مذهبی قرار می‌گیرند. در بسیاری از موارد گروه‌های وهابی، غالباً پیروان مذهب شیعه را هدف قرار می‌دهند. در پاکستان همچنین پیروان فرقه احمدیه که اواخر سده ۱۹ میلادی در آن کشور بنیان‌گذاری شد، مورد اذیت و آزار گاه‌وبیگاه قرار دارند.
در پاکستان حداقل سن برای محاکمه کیفری به جرم «۷ سال» است.

## کشاورزی و دامپروری
بر اساس گزارش فائو این کشور دارای ۳۶میلیون و ۷۹۴ هزار هکتار اراضی قابل کشت و ۳ میلیون و ۸۶۸ هزار هکتار اراضی جنگلی می‌باشد.
مهم‌ترین محصولات کشاورزی و باغی این کشور در سال ۲۰۱۹ به این شرح بوده است:
سیب(۵۰۰٬۰۰۰ تن) - زردآلو(۱۰۴٬۰۰۰ تن) - موز(۱۳۵٬۰۰۰ تن) - لوبیا(۱۳۹٬۰۰۰ تن) - فلفل(۱۰۱٬۰۰۰ تن) - خرما(۴۸۳٬۰۰۰ تن) - ذرت(۷٬۲۰۰٬۰۰۰ تن) - پیاز(۲٬۰۷۹٬۰۰۰ تن) - پرتقال(۱٬۶۱۵٬۰۰۰ تن) - نخود(۴۴۶٬۰۰۰ تن) - نخود فرنگی(۱۷۱٬۰۰۰ تن) - سیب زمینی(۴٬۸۶۹٬۰۰۰ تن) - برنج(۱۱٫۱ میلیون تن) - پنبه دانه(۴٬۴۹۰٬۰۰۰ تن) - نیشکر(۶۶ میلیون تن) - تنباکو(۱۰۴٬۰۰۰ تن) - گندم(۲۴٫۳ میلیون تن)
همچنین این کشور دارای ۴۰ میلیون راس گاومیش - ۱ میلیون راس شتر - ۴۷٫۸ میلیون راس گاو - ۷۶ میلیون راس بز و ۳۰٫۸ میلیون راس گوسفند می‌باشد.

## غذاهای پاکستانی
تنوع جغرافیایی و فرهنگی پاکستان در گوناگونی غذاهای این کشور دیده می‌شود. برخی از انواع غذاهای پاکستانی عبارتند از:
- پاکوره (Pakoras)
- گل گاپا (Gol Gappa)
- بریانی (Biryani)
- حلیم (Haleem)
- پایا (Paya)
- نِهاری (Nihari)
- تارکا دال (Tarka daal)

## نگارخانه

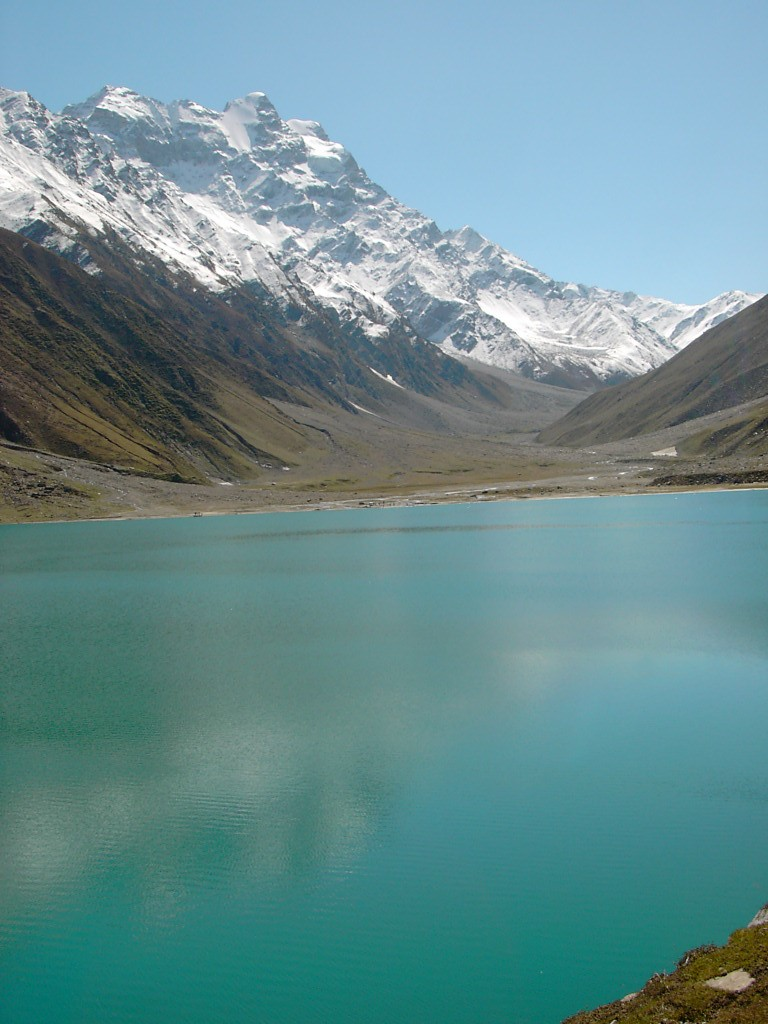
دریاچه سیف الملوک در روستای کقان
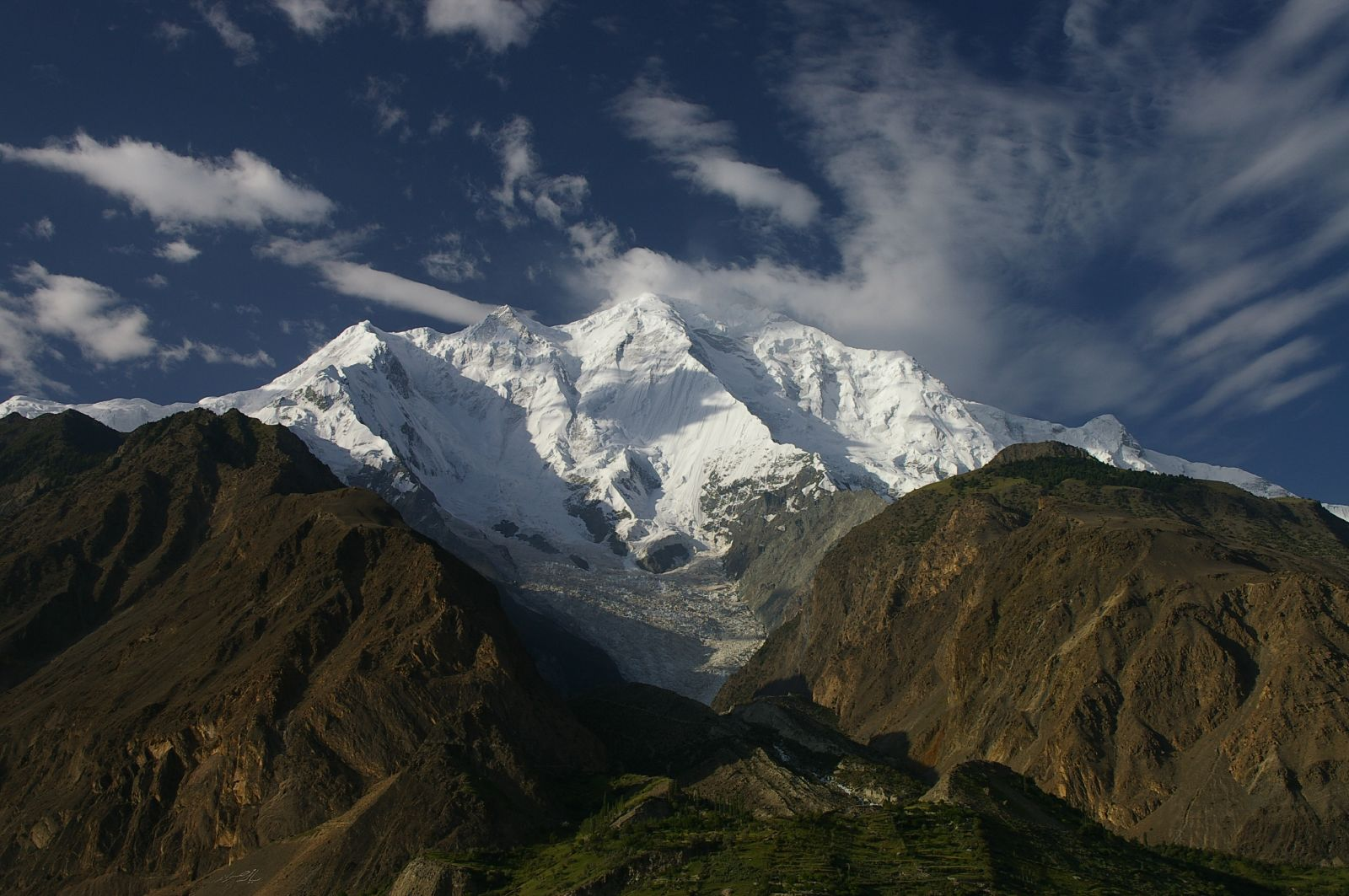
قله راکاپوشی در رشته کوه قراقروم
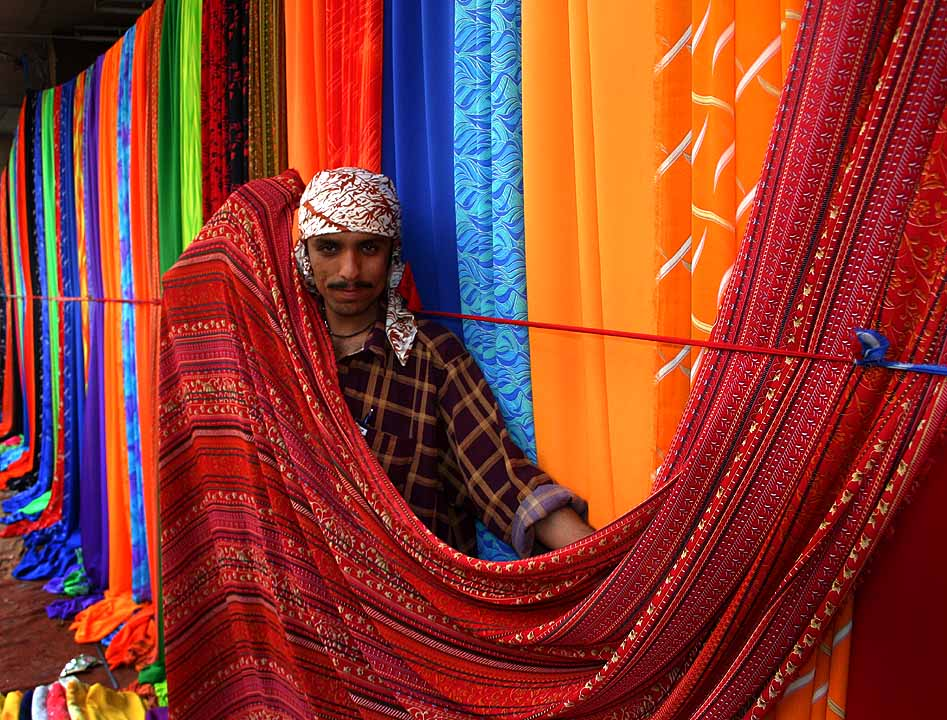
مغازه پوشاک در کراچی
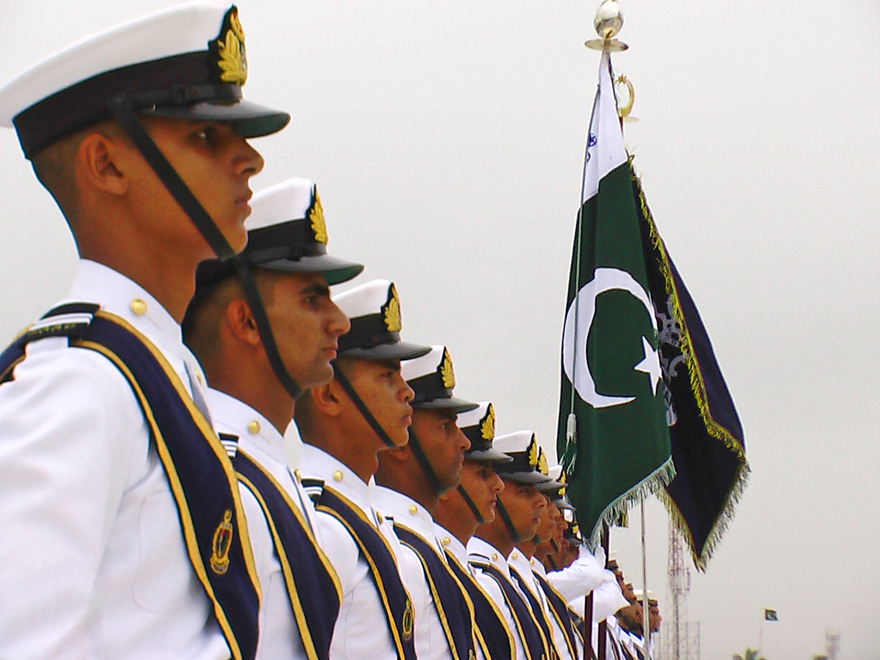
ملوانان نظامی پاکستان
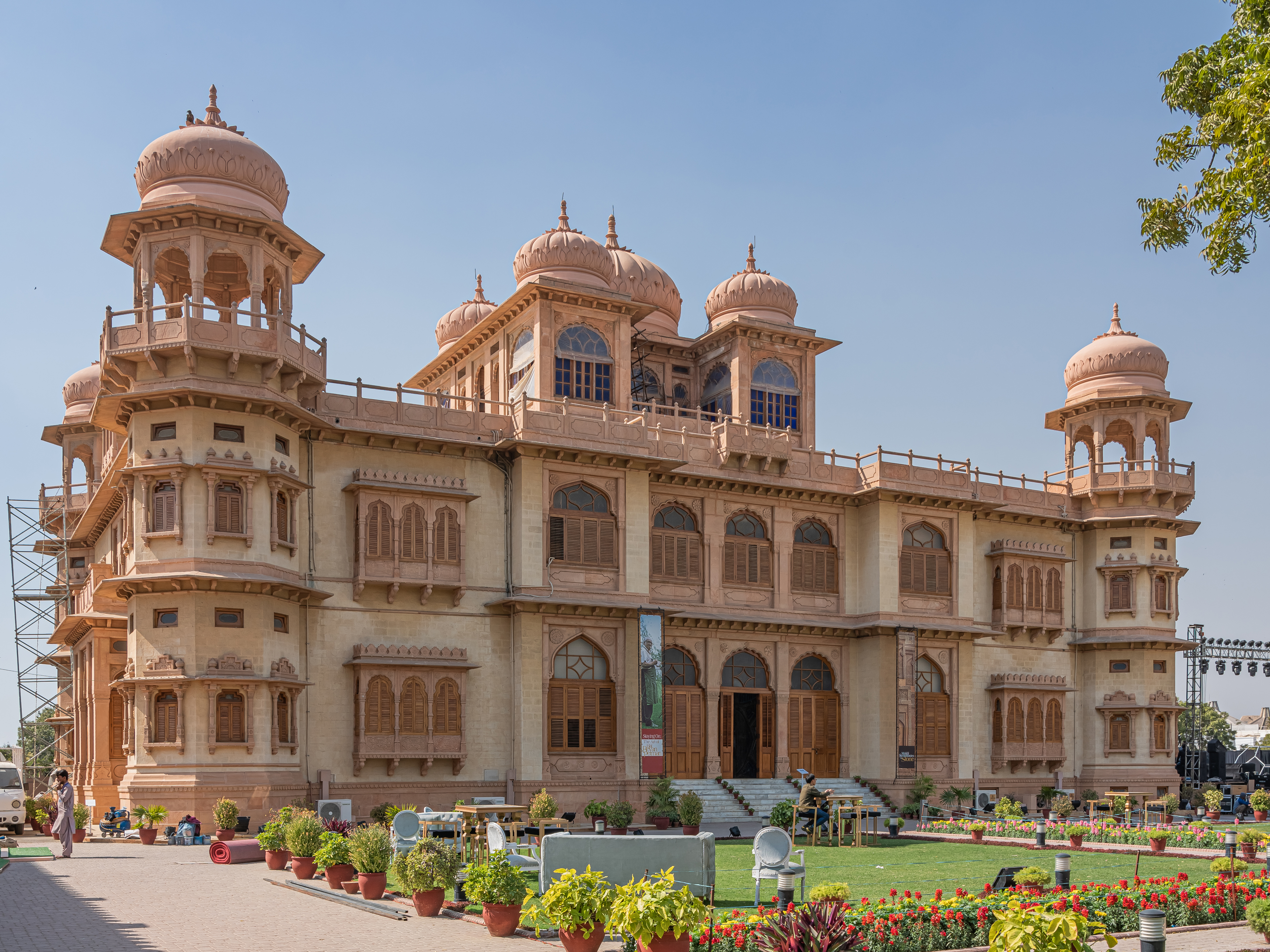
ساختمان موهاتا در کراچی
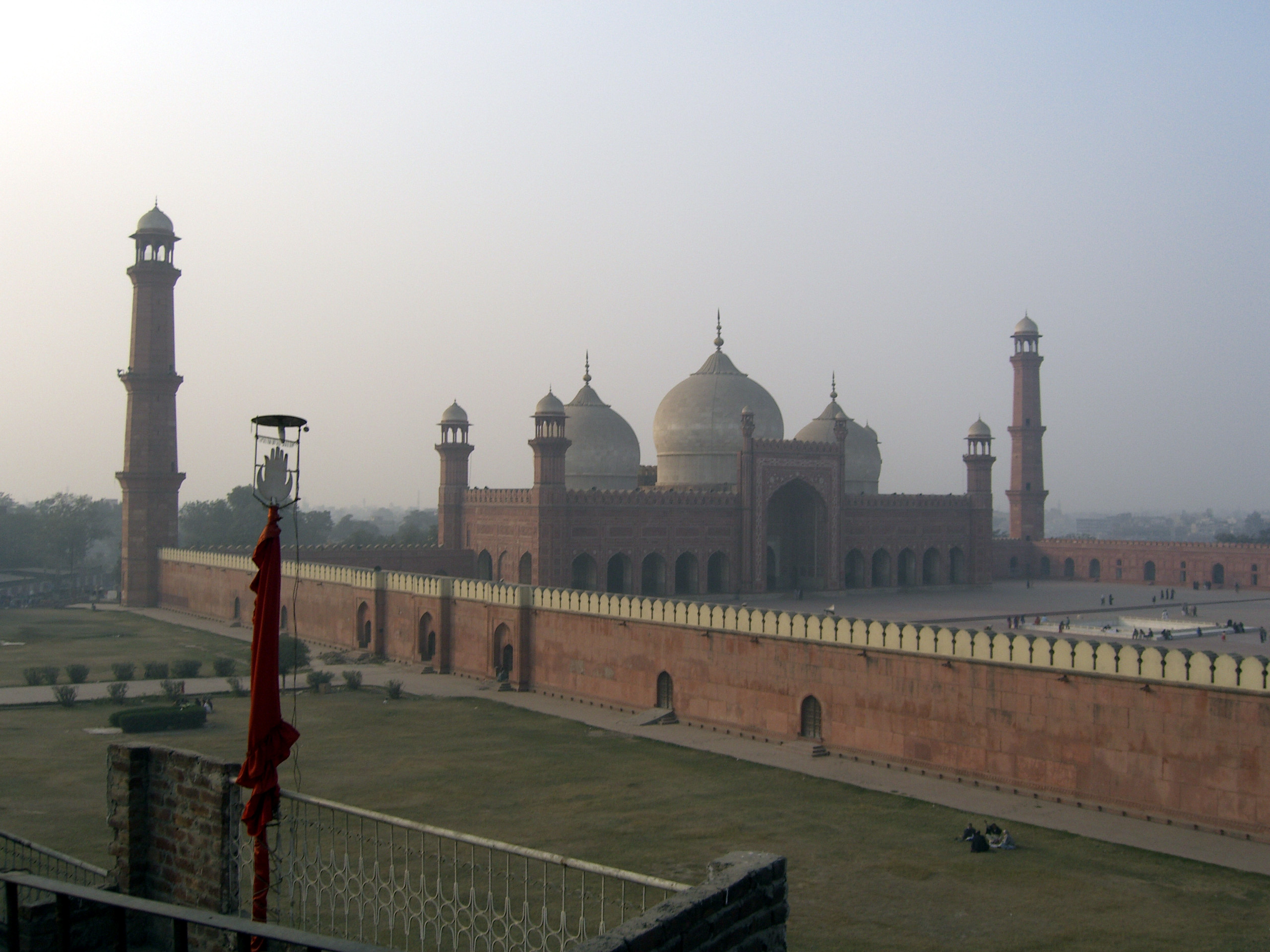
مسجد پادشاهی در لاهور.
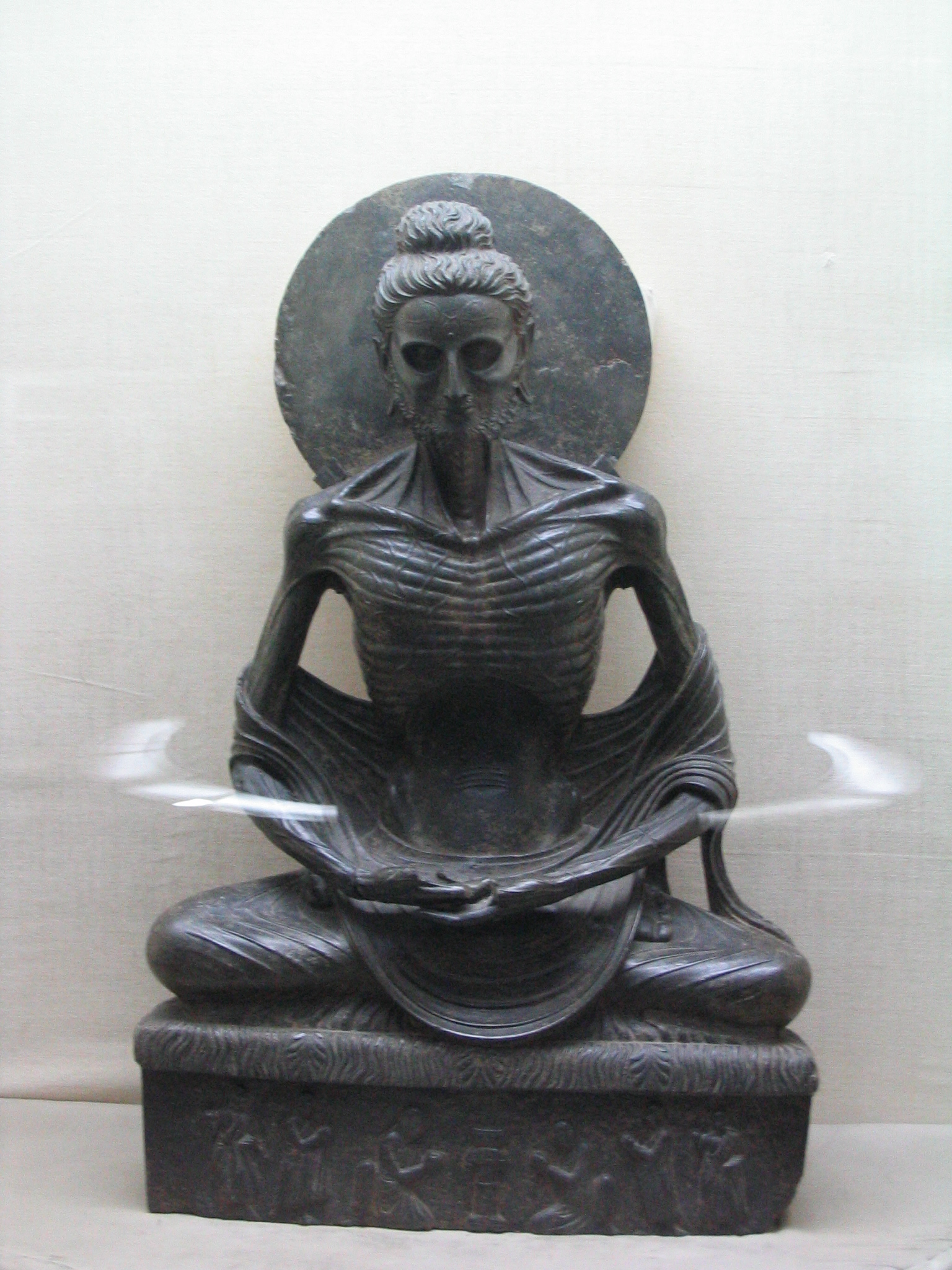
تندیس بودا در موزه لاهور.
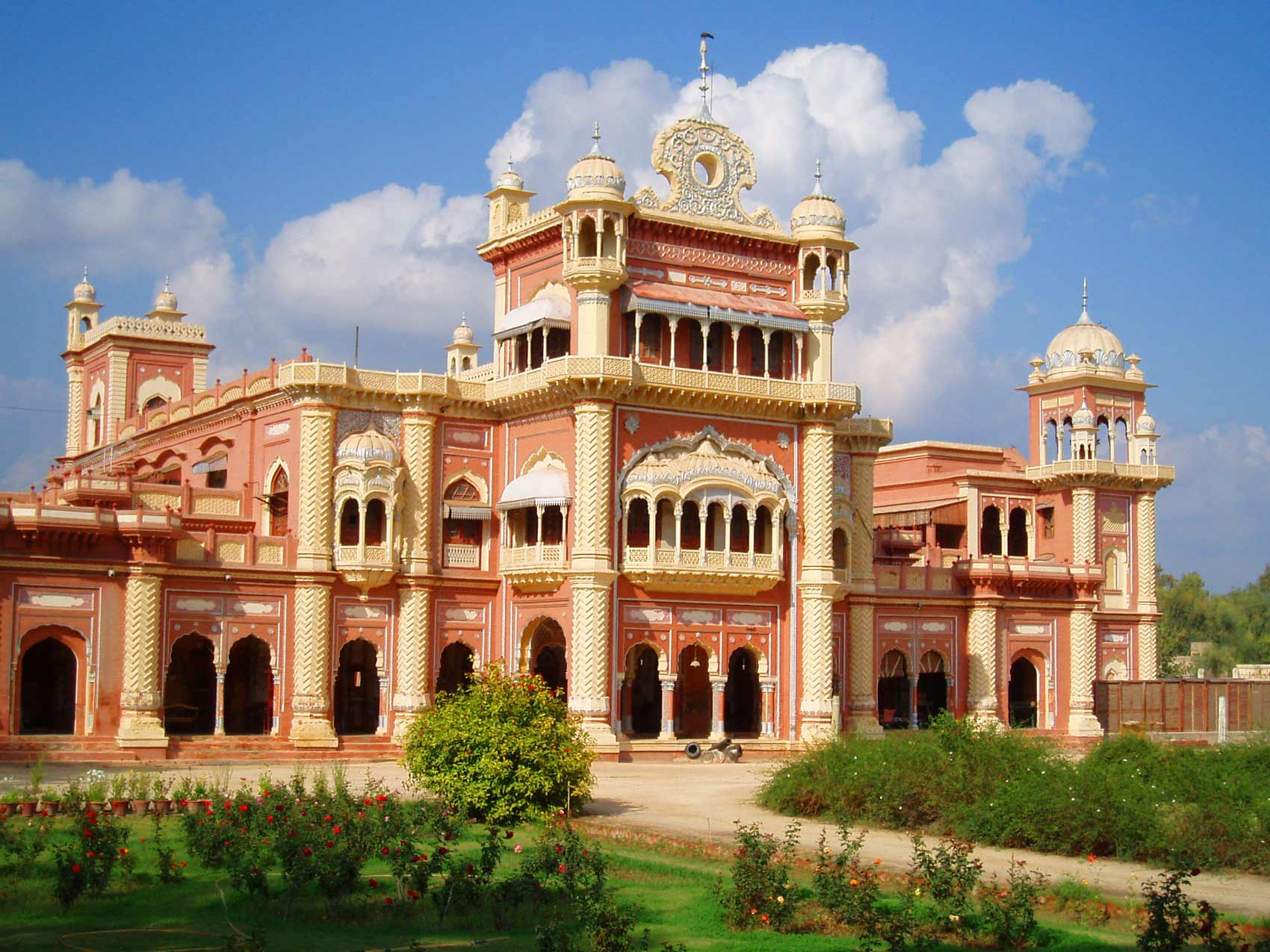
فیض محل در خاریپور
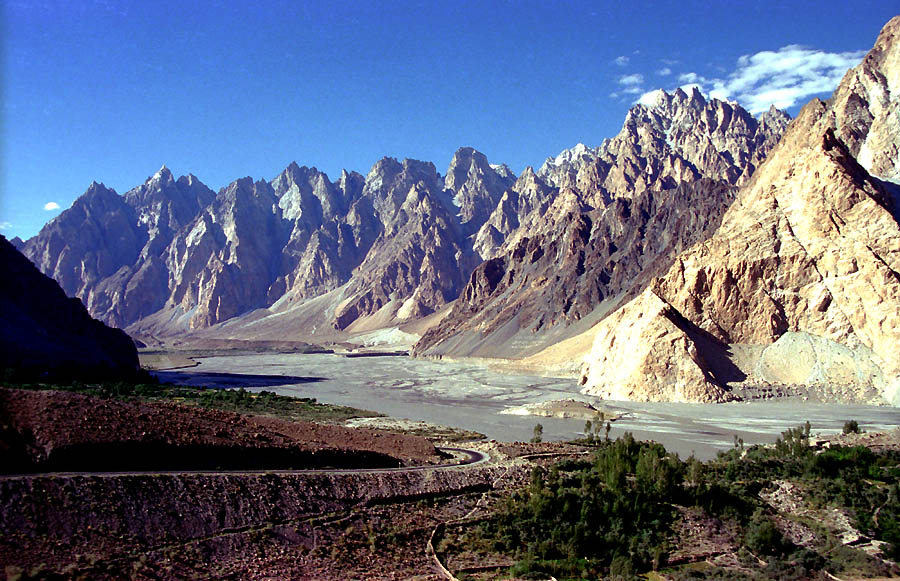
رشته کوه قراقروم در شمال خاور پاکستان.
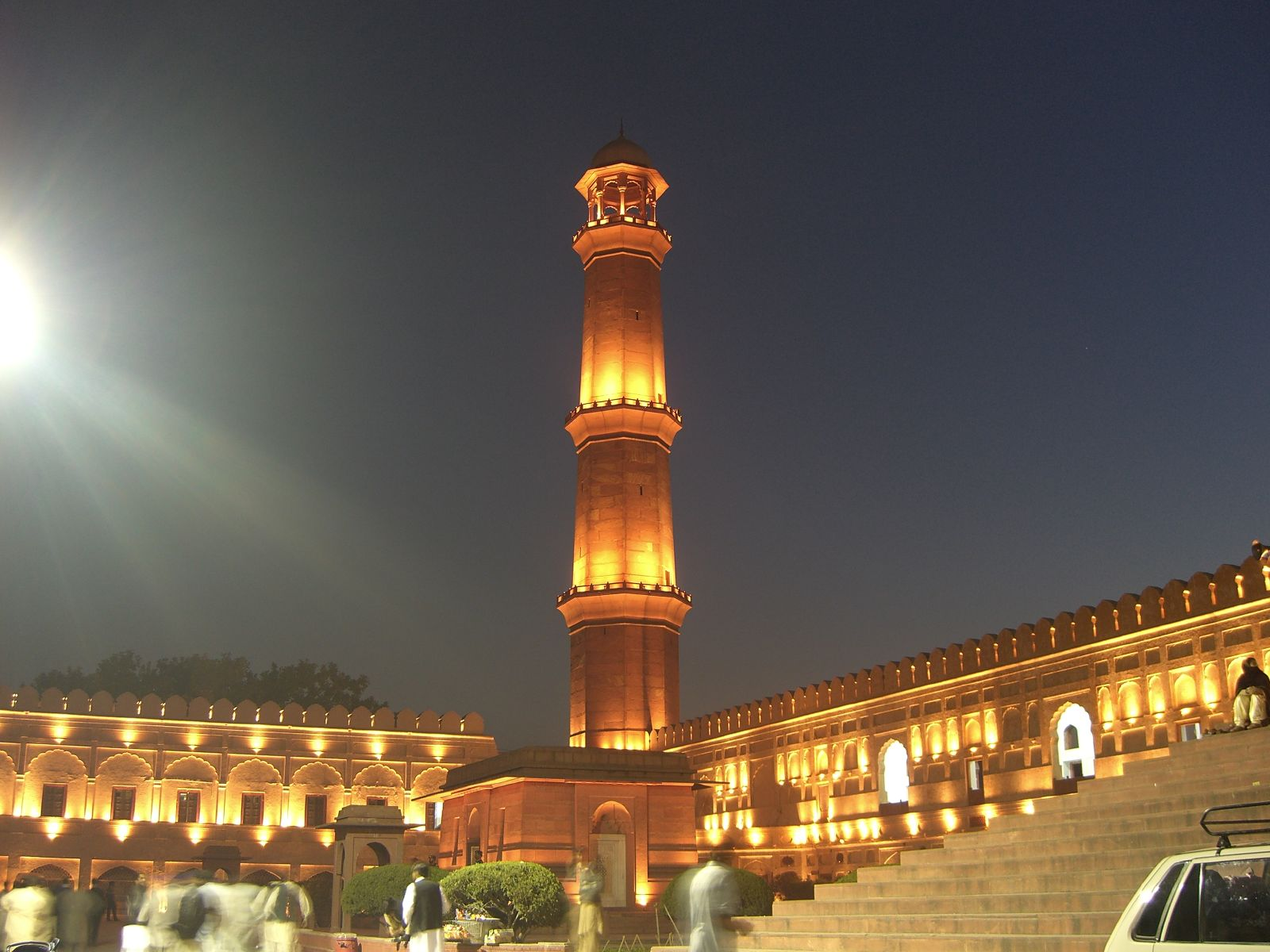
مسجد پادشاهی در شب.
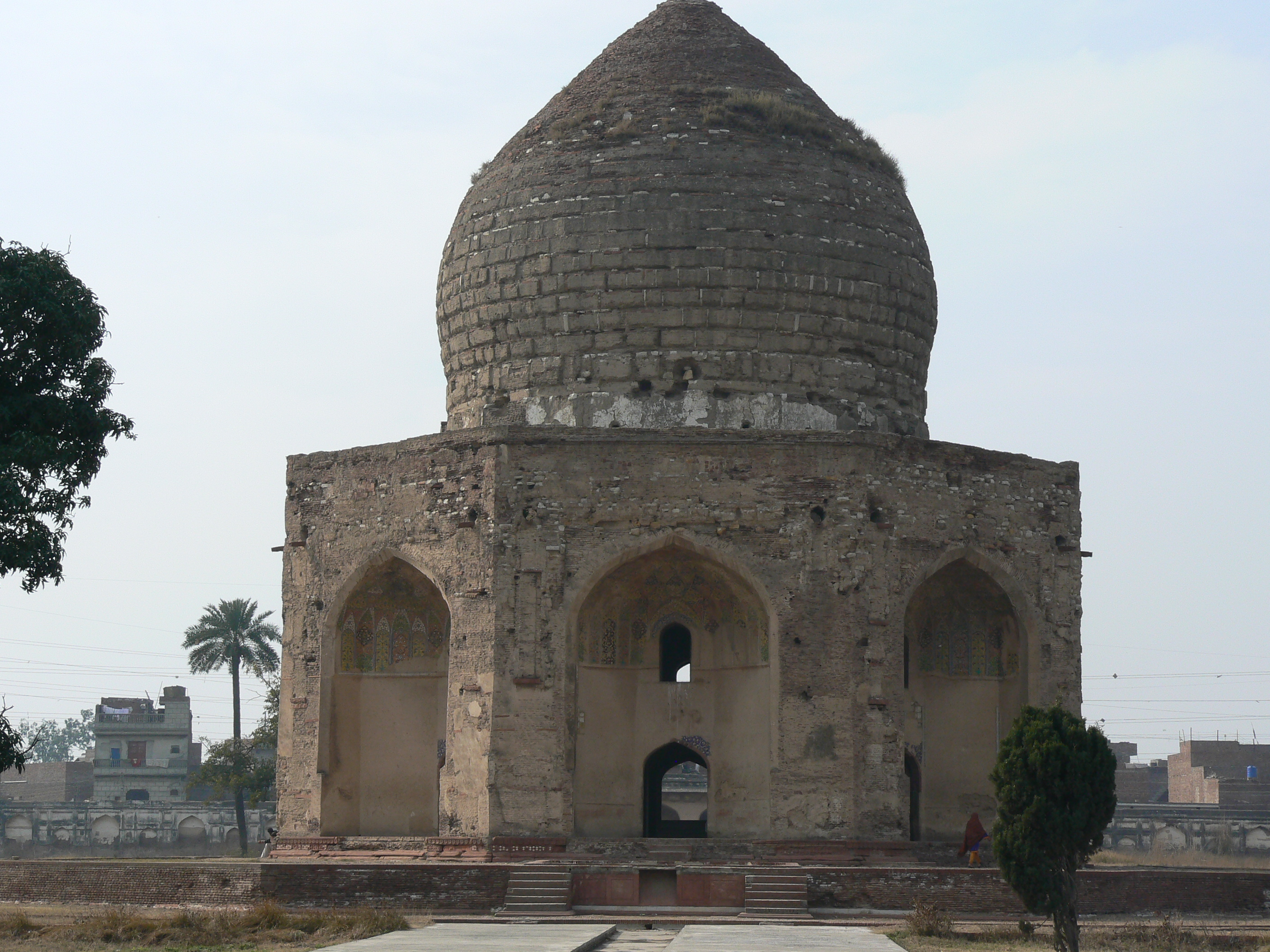
آرامگاه عبدالحسن آصف خان؛ پدر ممتاز محل، همسر شاه جهان